# The Who
Pour l'article sur le World Health Organisation (WHO), voir l’article Organisation mondiale de la santé.
The Who [ðə ˈhuː] est un groupe britannique du rock, originaire de Londres, en Angleterre.
Dans sa forme la plus connue et la plus durable, de 1964 à 1978, il est composé du guitariste et compositeur principal Pete Townshend, du chanteur Roger Daltrey, du bassiste John Entwistle et du batteur Keith Moon.
Pratiquant au départ un rock 'n' roll agressif, désigné sous le terme de « maximum R&B » et précurseur du mouvement punk, le groupe embrasse de nombreux autres styles dans l'air du temps : album concept (The Who Sell Out), rock psychédélique avec ses paroles décalées (A Quick One While He's Away), ambitieux avec l'opéra-rock (Tommy, Quadrophenia) ou hard rock et musique répétitive (Who's Next avec ses célèbres boucles de synthétiseur). Devenus l'un des symboles de la musique rock des années 1960, les Who l'ont influencée dans son ensemble avec des chansons mythiques comme My Generation, Substitute, Pinball Wizard, Behind Blue Eyes, Baba O'Riley, Won't Get Fooled Again, Eminence Front, Who Are You ou I Can See for Miles et de nombreux albums consacrés par le public. Leurs concerts au Festival de Monterey en 1967, à Woodstock en 1969, et le disque Live at Leeds en 1970 les ont établis en outre comme meilleur groupe rock sur scène.
The Who est considéré comme l'un des groupes rock britanniques majeurs des années 1960-1970, avec notamment les Beatles, les Rolling Stones, les Kinks, puis Led Zeppelin, Pink Floyd, Deep Purple, ainsi que l'un des principaux acteurs de la British invasion aux États-Unis.
Durant la première douzaine d'années de sa carrière discographique, entre 1965 et 1978, The Who publie neuf albums et près d'une quinzaine de singles originaux, jusqu'à la mort du batteur Keith Moon. Après le décès de ce dernier, le groupe publie encore deux albums avec le batteur Kenney Jones avant de se séparer en 1983. Les Who se réunissent à la fin des années 1980, puis en 1996 pour ne plus se séparer, malgré la mort du bassiste John Entwistle en 2002. Dès lors, Pete Townshend et Roger Daltrey continuent en duo, se produisant dans le monde entier, accompagnés de musiciens reconnus comme Pino Palladino (basse) et Zak Starkey (batterie), le fils de Ringo Starr.
Leur 12e et dernier album studio, Who, sort en décembre 2019.
Les contributions majeures de The Who au rock recouvrent le développement de l'amplification à travers les « murs » d'amplis Marshall, (puis Hiwatt) avec sonorisation de plus en plus puissante, le jeu du bassiste John Entwistle et du batteur Keith Moon. Influences majeures durables encore au 21e siècle, la technique de Power chord, l'utilisation du larsen de Pete Townshend, l'avènement du synthétiseur dans le rock ou la popularisation de l'opéra-rock. Ce faisant, The Who est cité comme influence majeure dans les milieux punk, rock, hard rock et mod. Leurs chansons continuent à être toujours largement diffusées.

## Historique

### Formation et débuts (1961–1964)

Un des logos du groupe.

La préhistoire des Who commence en 1961, lorsque Pete Townshend entre au collège d'art d'Ealing, où il crée avec son ami John Entwistle un groupe de jazz dixieland, The Confederates. Pete joue du banjo, en plus de la guitare, depuis l'âge de douze ans, tandis que John, plus éduqué musicalement, joue du cor d'harmonie. Ils jouent tous deux par la suite dans The Aristocrats et The Scorpions. John Entwistle, qui est à l'époque en train de se fabriquer une basse, est alors approché par un ancien camarade de classe, Roger Daltrey, étudiant et ouvrier métallurgiste, qui l'invite à rejoindre son groupe de skiffle, The Detours, dont il est le guitariste solo. Alors que le groupe cherche également un guitariste rythmique, Entwistle propose son ami Pete Townshend qui est engagé. Le groupe compte trois autres membres : Gabby Connolly, chanteur occasionnel de country ; Colin Dawson, vocaliste dans la veine de Cliff Richard ; Doug Sandom (en), batteur.
Un soir, le jeune groupe fait la première partie de Johnny Kidd and the Pirates. Ce dernier combo est formé d'un power trio associé à un chanteur. The Detours prend le parti d'opter pour la même formation. Daltrey devient alors seul chanteur après l'éviction de Connolly et Dawson. Pour compenser l'absence d'une deuxième guitare, Entwistle commence à jouer certaines parties de guitare solo sur sa basse, tandis que Pete Townshend commence déjà à expérimenter certaines techniques à la guitare, notamment le larsen. Doug Sandom quitte le groupe à son tour (il est âgé de trente-cinq ans alors que ses acolytes n'ont pas encore atteint la vingtaine).
Alors que la musique pop est en pleine ébullition en Angleterre avec la Beatlemania, le groupe décide de changer de nom. La raison de ce changement provient du fait que John Enstwisle avait entendu parler d'un groupe américain appelé également The Detours et qui venait de sortir un disque. Alors que Pete Townshend pense d'abord à The Hair, c'est finalement The Who, trouvé par Richard Barnes, un ami de Pete, qui est retenu. Les futurs Who se consacrent au rhythm and blues. Ils sont rejoints en avril 1964 par le batteur Keith Moon, qui est alors âgé de dix-sept ans. Pete Townshend a raconté la façon dont Keith Moon a rejoint The Who : « Il est venu à un de nos concerts, et il a dit : « je peux jouer mieux que votre batteur ! ». Il s'est alors installé derrière la batterie et la détruisit presque complètement. Nous nous sommes tout de suite dit : « C'est l'homme qu'il nous faut ! ». »
Il semblerait cependant qu'il s'agisse d'une légende et que plus « sagement », Keith Moon, à l'époque le batteur du groupe The Beachcombers, aurait simplement auditionné pour le groupe, qui était à la recherche d'un nouveau batteur après une mauvaise prestation lors d'une audition. L'arrivée de Keith Moon, véritable showman à la batterie par son jeu très expansif, pousse les autres membres du groupe, particulièrement Pete et Roger, à adopter un jeu de scène plus théâtral afin de ne pas se faire voler la vedette. Dès leurs débuts, les Who s'illustrent comme le groupe qui joue le plus fort et l'un des plus excitants sur scène. Vers avril 1964, le groupe se rebaptise The High Numbers sous l'influence du manager Peter Meaden, qui a l'idée de les associer au mouvement Mod (High Numbers signifie approximativement « classieux », haut placé dans la hiérarchie de la sous-culture Mod). La groupe a déjà sa formation définitive : Pete Townshend à la guitare, Roger Daltrey au chant, John Entwistle à la basse et Keith Moon à la batterie.
Peter Meaden leur fait enregistrer leur premier 45 tours, I'm The Face (en) / Zoot suit. Les chansons ont été écrites par Meaden lui-même et les paroles, caricaturales, parlent de certains thèmes chers aux mods. Inspirés de deux titres du label American Soul records (Zoot Suit est copié de Misery de The Dynamics et I'm The Face de Got Love If You Want It de Slim Harpo), ces deux morceaux sont assez éloignés de ce que vont faire les Who plus tard et le riff jazzy de Zoot Suit a peu à voir avec le style de Pete Townshend, ce qui laisse penser qu'ils ont été enregistrés avec l'aide de musiciens de studio. Le 45 tours n'arrive cependant pas à percer dans les charts,.
Vers octobre 1964, deux cinéastes, Kit Lambert et Chris Stamp, qui faisaient la tournée des bars où se produisaient de petits groupes pour pouvoir les inclure dans le film qu'ils voulaient réaliser, voient les High Numbers au cours d'un concert au Railway Hotel. Ils voulaient faire un film sur un groupe en difficulté et n'arrivant pas à s'en sortir et commencèrent à tourner le soir même. Rapidement, Lambert et Stamp remplacent Peter Meaden au poste de manager et le groupe reprend le nom The Who. C'est à peu près à cette époque, vers septembre 1964, lors d'un de ces concerts au Railway Hotel, que Pete Townshend brise pour la première fois une guitare sur scène. Il s'agissait à l'origine d'un accident : la guitare s'était cassée contre le plafond très bas de la pièce et, énervé, Pete aurait alors achevé de la détruire. Ce geste, loin de provoquer l'incompréhension ou la colère du public, provoqua tout au contraire une certaine excitation et, lors du concert suivant au même endroit, le public demanda que Pete brise à nouveau sa guitare. C'est ainsi que la destruction de guitares deviendra bientôt un rituel sur scène, encouragé par Lambert et Stamp et, peu à peu, imité par Keith Moon en démolissant sa batterie.
Conscients que le manque de compositions originales les bloque lors des auditions, Lambert et Stamp poussent Pete Townshend (étudiant en art et qui avait déjà écrit deux chansons pour The Detours) à composer pour le groupe. Pete commence alors à réaliser des démos qu'il enregistre seul chez lui, jouant de tous les instruments et soumettant ensuite le résultat au groupe,. Il compose rapidement Call Me Lightning et I Can't Explain.
Cette dernière chanson est proposée au producteur des Kinks, Shel Talmy, parce qu'elle est proche musicalement de You Really Got Me, numéro 1 en Angleterre en août 1964. En novembre de la même année, le titre est enregistré au studio IBC (ou peut-être au Pye Studio selon Talmy). À partir de là, le groupe entame une série de concerts au Marquee Club afin de promouvoir son single. C'est à cette époque que Richard Barnes réalise les affiches promotionnelles des Who, avec l'image en noir et blanc de Pete Townshend faisant un moulinet avec sa guitare et l'inscription « Maximum R&B ».

### Succès avec les singles (1965–1968)

#### PériodeMy Generation(1965)
En 1965, les Who décrochent leur premier hit avec I Can't Explain. Pete Townshed a écrit la chanson, dans un style proche des Kinks, dans l'espoir de retenir l'attention de leur producteur, Shel Talmy. Le titre plaît à celui-ci, qui les fait signer avec sa maison de production. Sorti en janvier 1965, le single ne marche pas bien jusqu'à ce que le groupe fasse une apparition dans le show télévisé Ready Steady Go!, émission qui aidera à lancer les Who et à qui ils rendent hommage en retour, en 1966, à travers leur EP Ready Steady Go!. En avril 1965, I Can't Explain atteint la 8e place des charts anglais. Après ce premier succès, les Who sortent en mai 1965 Anyway, Anyhow, Anywhere, seule chanson du répertoire des Who à être co-signée par Daltrey et Townshend, qui se classe à la 10e place des charts. La chanson attire l'attention par le fait que le solo est joué avec un effet larsen. Si ce n'est pas la première chanson contenant un tel effet (I Feel Fine des Beatles l'a précédé de quelques mois), il s'agit du premier solo réalisé de cette façon.
En octobre 1965, les Who sortent My Generation qui a immédiatement un fort impact commercial mais aussi culturel, et qui deviendra une des chansons majeures du groupe. La chanson devient rapidement un hymne à la rébellion adolescente et de la jeunesse anglaise,, notamment avec la formule « Hope I die b'fore I get old » (« J'espère mourir avant d'être vieux »). Par sa brutalité instrumentale, elle ouvre la voie au hard rock tout en préfigurant le punk. Elle se signale aussi de façon originale par le bégaiement de Roger Daltrey pour exprimer l'exaspération, le recours au feedback (déjà présent sur le single précédent), le déchaînement de Keith Moon à la batterie et des solos de basse d'une grande virtuosité, parmi les tout premiers à avoir été enregistrés à l'époque dans un album rock. Deux mois plus tard, produit par Shel Talmy, sort My Generation, le premier album du groupe qui contient de nombreux singles, dont la chanson éponyme.
Malgré le succès des productions de Shel Talmy (I Can't Explain, Anyway, Anyhow, Anywhere et My Generation), les managers du groupe, Kit Lambert et Chris Stamp, jugent que le contrat qui lie les Who à Talmy est trop peu avantageux et ne parvient pas à les faire connaître aux États-Unis. Ils s'en délient et signent chez Reaction Records, une branche du groupe Polydor, en janvier 1966. Après un procès engagé et gagné par Talmy, le groupe lui versera des royalties jusqu'à la sortie de Tommy en 1969.
Les titres, tous composés par Pete Townshend, lui donnent un rôle central dans le groupe. Sa plume détonne — à une époque où la plupart des groupes ne chantent que des chansons d'amour— parce qu'elle est plus introspective, traite des préoccupations adolescentes et aborde des sujets complexes comme la crise identitaire (Substitute), la transidentité (I'm a Boy), la masturbation (Pictures of Lily) ou la difficulté de communiquer (I Can't Explain)... Entre 1965 et 1968, il compose de nombreux singles qui se classent dans les charts tels que Substitute, The Kids Are Alright, I'm a Boy, Happy Jack en 1966 et Pictures of Lily en 1967. Parfois, certains morceaux sont censurés, comme Substitute interdit de radio à cause de certains passages, dont : « I look all white but my dad was black » (« j'ai l'air tout blanc mais mon père était noir ». Aux États-Unis, Pete Townshend doit remplacer ce vers par « I try to move forward but my feet back (« j'essaye d'avancer mais mes pieds reculent »).
En parallèle, les Who tournent beaucoup. À part quelques dates au Danemark et en Suède, le groupe tourne surtout en Grande-Bretagne en 1965 et 1966.
Malgré le succès, il existe en interne de nombreux problèmes au sein du groupe. D'abord, la destruction des guitares et les frasques dans les hôtels finissent par plomber les recettes et le groupe perd de l'argent aussi vite qu'il en gagne. Ensuite, des tensions récurrentes se manifestent entre les membres du groupe, particulièrement entre Pete Townshend et Roger Daltrey, dont les caractères sont très opposés. Ce dernier sera même viré du groupe, un court instant, en raison de sa propension à jouer des poings avec quiconque se montre en désaccord avec lui. Ainsi, lors d'une tournée au Danemark, en septembre 1965, excédé par la forte tendance du groupe à abuser des drogues, il jette aux toilettes les amphétamines de Keith Moon après l'avoir frappé d'un coup de poing. Daltrey reviendra assez rapidement dans le groupe, mais non sans avoir accepté de ravaler sa fierté et de n'exprimer désormais son agressivité que musicalement sur scène.

#### Continuité avecA Quick One(1966)

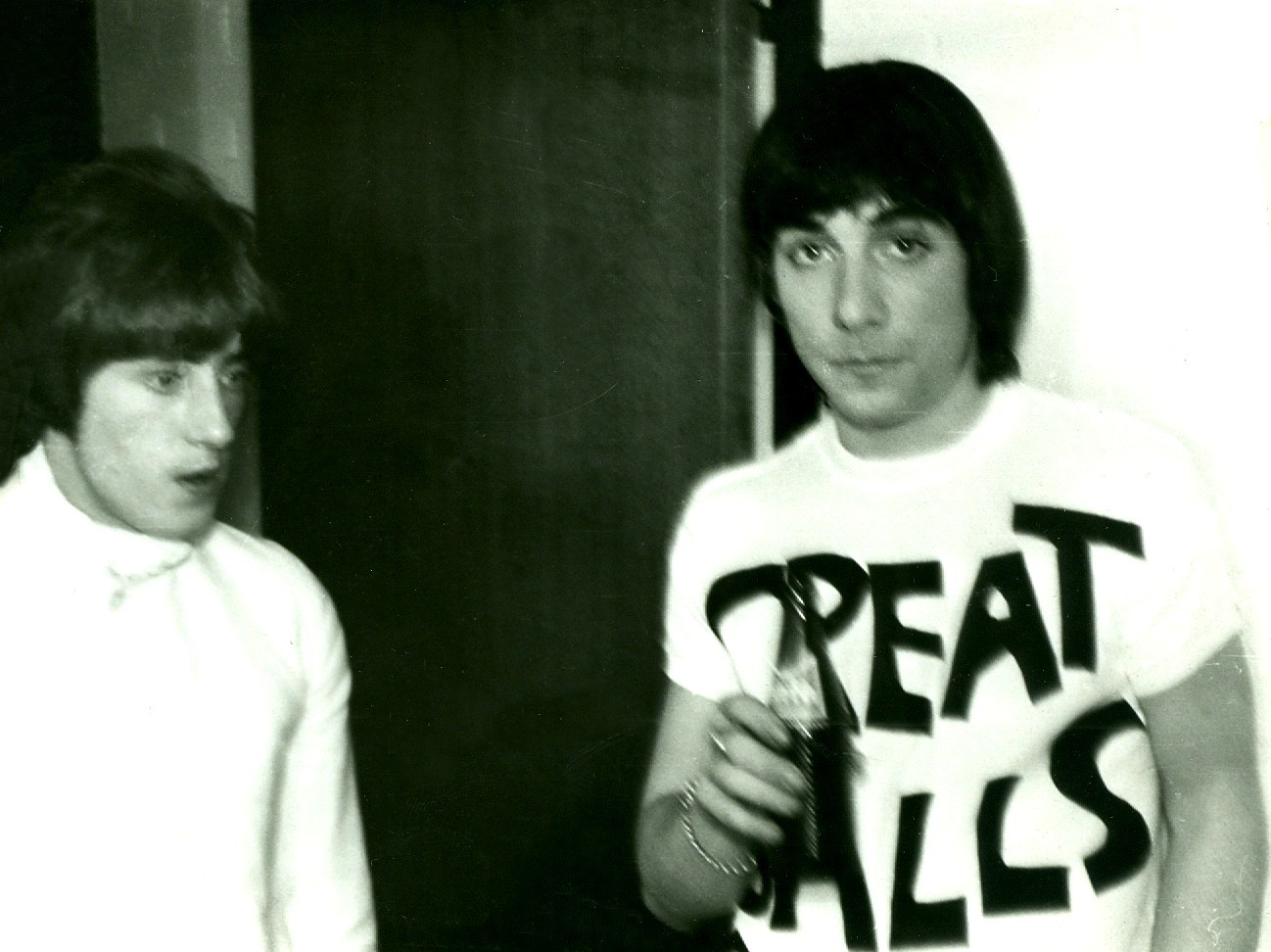
Roger Daltrey (à gauche) et Keith Moon, 1967

Pour alléger la pression financière du groupe, Lambert propose que chaque membre écrit au moins une chanson pour le prochain album. Entwistle contribue à Boris the Spider et Whiskey Man et trouve son rôle de second compositeur du groupe. Le groupe constate qu'il manque dix minutes de musique à l'album, et Lambert encourage Townshend à écrire un morceau plus long, A Quick One, While He's Away. Cette suite comportant plusieurs parties distinctes, dans une manière qui annonce déjà le style « mini-opéra rock », raconte l'histoire d'une jeune fille qui a une liaison pendant l'absence de son amant, mais qui est finalement pardonnée. Paul McCartney en sera influencé pour Sgt. Pepper's Lonely Hearts Club Band. La chanson sera interprétée au Festival international de musique pop de Monterey en 1967 et au Rock and Roll Circus.
L'album, intitulé A Quick One (renommé Happy Jack aux États-Unis), atteint la quatrième place des classements britanniques. Il est suivi en 1967 par le single  Pictures of Lily, classé au Top 5 britannique. Entre-temps, en fin d'année 1966, Lambert et Stamp créent un label, Track Records, distribué par Polydor. En plus de signer Hendrix, Track est devenu le label de toute la production britannique des Who jusqu'au milieu des années 1970.
À l'époque, Keith Moon se montre particulièrement enthousiaste à propos du chant. À la fin de la chanson Happy Jack, on peut entendre distinctement Pete Townshend crier « I saw ya ! » (« Je t'ai vu ! ») à Keith Moon. Ce dernier, à qui le producteur Kit Lambert avait interdit de rester dans le studio lors de l'enregistrement, faisait là une brève incursion.
En 1966, Ready Steady Go! s'arrête, le mouvement mod devient démodé et les Who se retrouvent en compétition sur le circuit londonien avec des groupes comme Cream et The Jimi Hendrix Experience. Lambert et Stamp comprennent que le succès commercial aux États-Unis est primordial pour l'avenir du groupe et organisent quelques concerts à New York.

#### The Who Sell Outet conquête de l'Amérique (1967-1968)
En 1967, les Who commencent à jouer partout en Europe et font leur première tournée aux États-Unis. Après quelques petits concerts à New York, le groupe est invité à jouer son premier véritable concert sur le sol américain au Festival international de musique pop de Monterey, le 18 juin 1967, s'illustrant notamment en détruisant tout leur matériel sur scène. Avant de monter sur scène, Pete Townshend joue à pile ou face avec Jimi Hendrix pour décider quel groupe jouera en premier, et les Who gagnent. Hendrix, rageur, jette un regard noir à Townshend et dit « Je vais tout envoyer ! » (« I'm gonna pull out all the stops »). Les Who se font voler la vedette par Jimi qui joue après eux et qui casse également sa guitare sur scène à la fin de son concert légendaire. Malgré cela, leur prestation va leur permettre d'asseoir leur réputation outre-Atlantique, et leur single Happy Jack atteint le top 30.

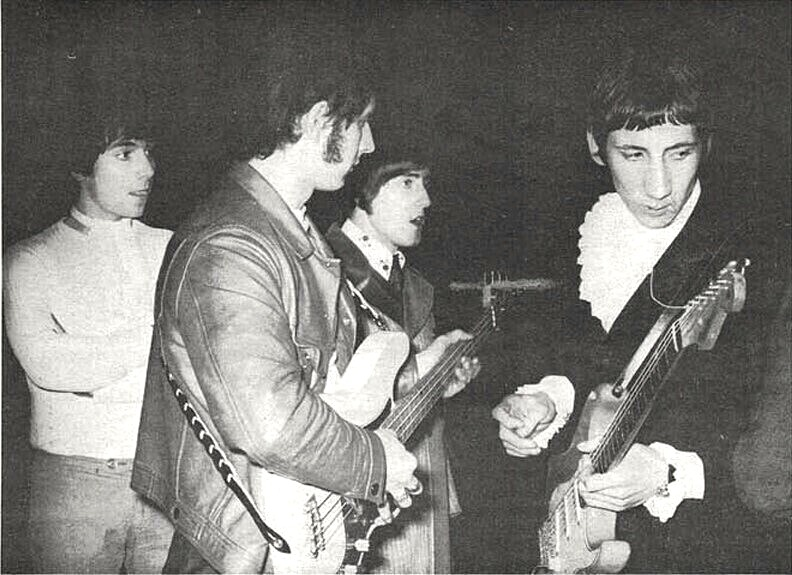
The Who en 1967. De gauche à droite: Moon, Entwistle, Daltrey, Townshend

Après le festival, le groupe effectue sa première tournée américaine en première partie des Herman's Hermits , qui initient Keith Moon aux pétards à dynamite. Le batteur ne tarde pas à les utiliser et c'est à l'occasion de cette tournée que le groupe s'illustre en saccageant les hôtels où ils sont logés, explosant les toilettes à la dynamite,, et coulant même une limousine dans la piscine d'un hôtel Holiday Inn,, ce qui leur vaudra d'en être bannis à vie. Après un concert à Flint, dans le Michigan, le jour du 21e anniversaire de Moon, le 23 août 1967, son entourage cause 24 000 dollars de dégâts à l'hôtel, et Moon se casse une dent de devant.
A la suite de cette tournée, le groupe continue les concerts en accompagnant la tournée des Animals d'Eric Burdon en première partie. Le groupe se fait également remarquer lors de l'émission télévisée américaine The Smothers Brothers en faisant exploser leur batterie et en détruisant une guitare,. Daltrey déclare plus tard que la tournée a rapproché le groupe et qu'en tant que groupe de première partie, ils peuvent se présenter et donner un court concert sans aucune responsabilité majeure.
Pendant la tournée américaine, les Who enregistrent le single suivant, I Can See for Miles sur lequel Pete Townshend nourrit beaucoup d'ambitions (au point d'avoir attendu un an avant d'enregistrer) et en qui il voit le possible numéro 1 que le groupe n'a toujours pas réussi à décrocher, le qualifiant même de « chanson ultime des Who ». Le single n'obtiendra que la 10e place des charts britanniques et la 9e au Billboard américain (leur meilleur classement à l'époque), ce qui fera perdre au guitariste sa confiance en ses capacités à écrire des singles. C'est à partir de cette époque qu'il décide d'écrire un opéra-rock. Néanmoins, ce ne sera pas le dernier single des Who : en 1968, sort le très populaire Magic Bus, single écrit deux ans plus tôt.

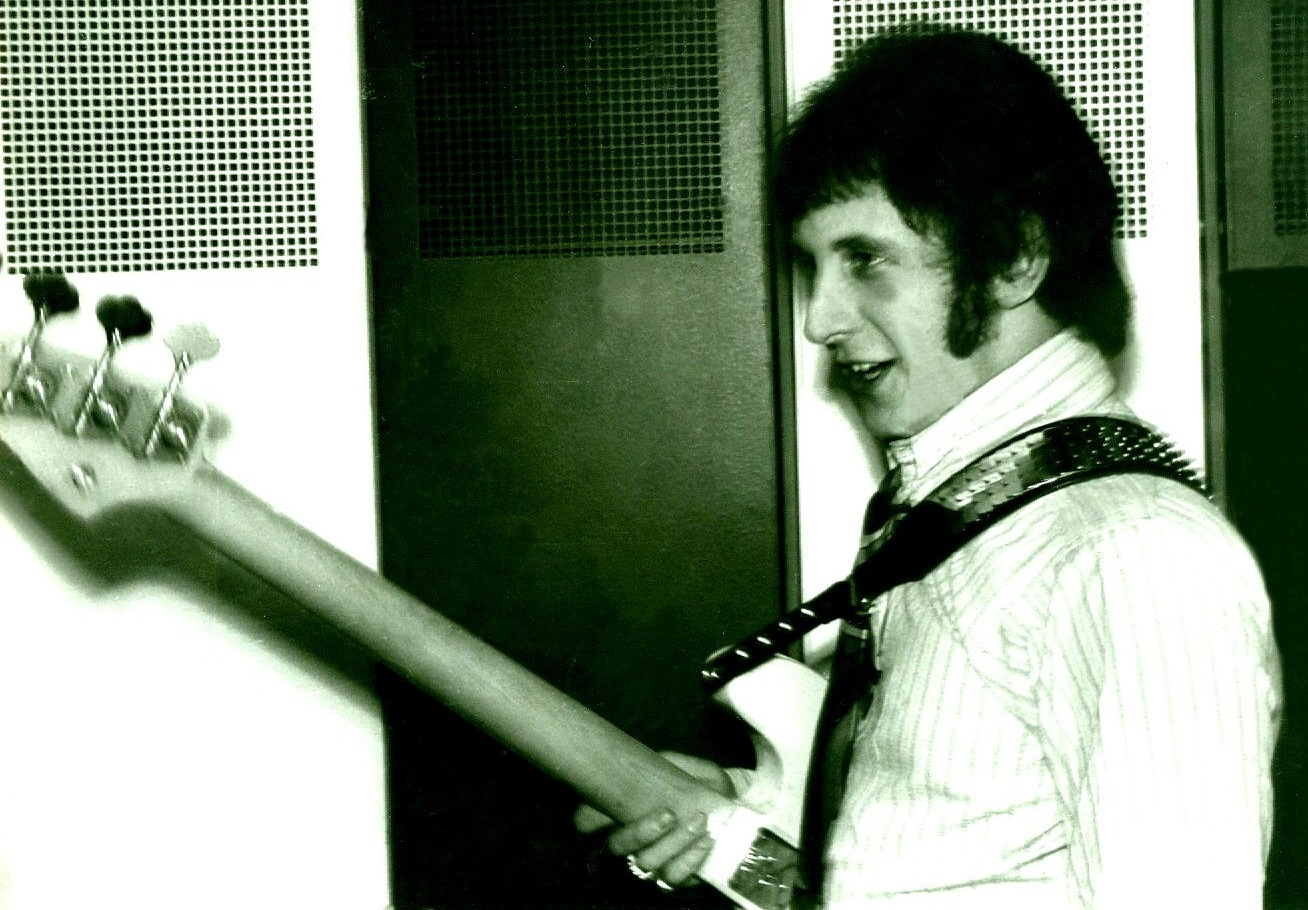
John Entwistle en 1967

Cela fait quelques mois que Townshend veut aller plus loin. À l'image des Beatles, il veut expérimenter davantage dans sa musique tout en cherchant à assurer aux albums une certaine forme de cohérence interne. L'album suivant, The Who Sell Out, est un concept-album qui se présente sous la forme d'une émission de radio, avec jingles et pastiches publicitaires composés et interprétés par le groupe, rendant hommage aux radios pirates populaires rendues interdites en août 1967. Il comprend également un autre mini-opéra rock intitulé Rael et le single I Can See For Miles. Les Who utilisent se considèrent comme un groupe de Art pop, et utilisent la publicité comme une forme d'art, à contre-courant de l'esprit anticonsumériste croissant de la contre-culture hippie.
Le groupe commence l'année 1968 par une tournée en Australie et en Nouvelle-Zélande avec les Small Faces. Cependant le groupe rencontre des problèmes avec les autorités locales (au point d'être descendu en flamme par le journal New Zealand Trust), et à la suite d'un incident sur un vol à destination de Sydney, le groupe est contraint de quitter le pays à Melbourne et se voit interdit de séjour par le Premier Ministre John Gorton. Le groupe ne retournera en Australie qu'en 2004. Malgré cela, le groupe continue les tournées en Amérique du Nord durant le premier semestre de l'année.
À la fin de l'année, 18 mois de tournée ont permis de former un groupe de concert soudé et bien rodé, comme en témoigne leur interprétation de A Quick One, While He's Away lors de l'émission spéciale télévisée The Rolling Stones Rock and Roll Circus. Cependant, les Rolling Stones jugent leur prestation médiocre et le projet n'est diffusé qu'en 1995.

### Opéras-rock et apogée artistique (1969–1973)

#### Tommyet consécration (1969-1970)
En 1968, les Who commencent à attirer l'attention de la presse underground. Townshend arrête de consommer de la drogue et s'intéresse aux enseignements de Meher Baba. En septembre 1968, Pete Townshend donne une interview au magazine Rolling Stone, annonçant son intention de sortir un véritable opéra-rock. Métaphore des difficultés de l'enfance de Townshend, ce projet ayant pour titre Tommy relate la vie d'un garçon sourd, muet et aveugle, et sa tentative de communiquer avec les autres., Townshend veut que l'histoire, remplie d'allégories et de métaphores parfois obscures, comporte un message spirituel, tout en étant accessible. Pour couvrir l'histoire de manière suffisamment approfondie, Townshend décide de faire un double album. L'enregistrement se poursuit jusqu'en 1969, entrecoupé de concerts les week-ends. Lambert joue un rôle clé dans la réalisation de l'album, en rédigeant un scénario pour les aider à comprendre l'histoire et l'articulation des chansons.John Entwistle avouera plus tard n'avoir rien compris à l'histoire avant le film de Ken Russell en 1975. Certaines chansons, comme Welcome et Amazing Journey, sont inspirées des enseignements de Baba, et d'autres proviennent d'observations au sein du groupe. Sally Simpson parle d'un fan qui a essayé de monter sur scène lors d'un concert des Doors auquel ils ont assisté et Pinball Wizard est écrite pour que le journaliste du New York Times Nik Cohn, un passionné de flipper, donne une bonne critique à l'album.
Prévu pour Noël 1968, Tommy sort en mai 1969. Grâce à ses hits comme Pinball Wizard, Amazing Journey ou See Me, Feel Me, l'album-concept connaît un énorme succès à travers le monde avec 200 000 exemplaires rien qu'aux États-Unis durant les deux premières semaines,et est un important succès critique qui voient en cet album un chef-d'œuvre majeur,. S'il n'est pas le premier — cet honneur revient aux Pretty Things avec S.F. Sorrow —, reste l'opéra-rock le plus célèbre à ce jour, et change le statut du groupe, qui passe de « groupe à singles » à celui de « groupe à albums ».

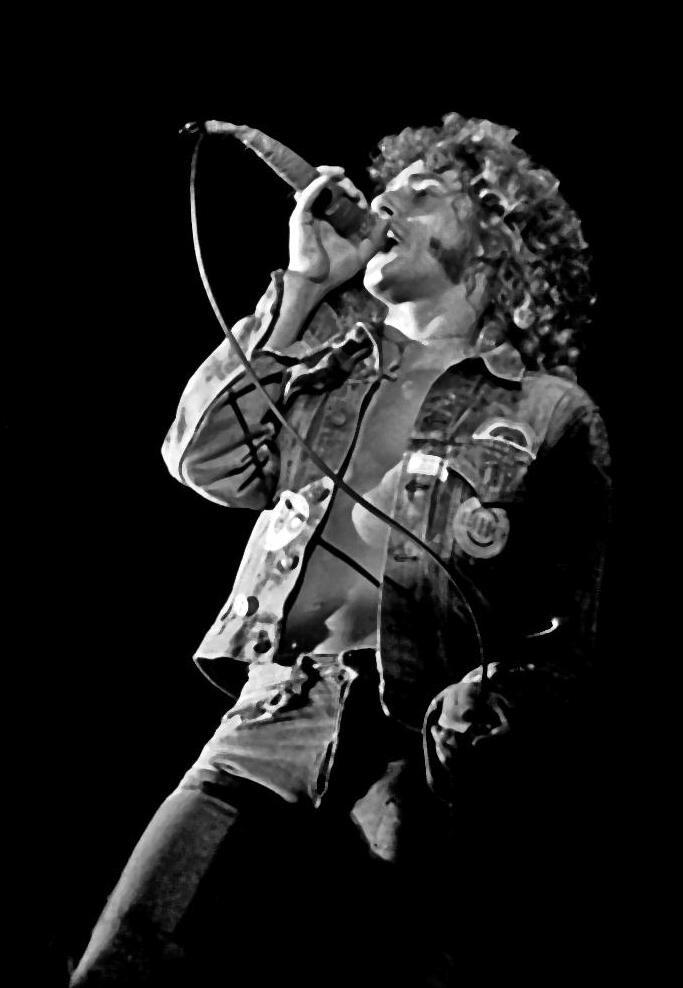
Au moment où les Who sont en tournée avec Tommy, l'image scénique de Daltrey a changé pour inclure les cheveux longs et les chemises ouvertes.

Pendant deux ans, les Who vont présenter leur chef-d'œuvre sur scène dont la majorité des chansons de Tommy seront jouées à chaque fois, avec un premier concert au Ronnie Scott's le jour de la sortie de l'album.Parmi les concerts où Tommy est joué, il y a le festival de Woodstock en 1969 et ceux de l'Ile de Wight de 1969 et 1970. Daltrey s'est considérablement amélioré en tant que chanteur, et est  un modèle pour les chanteurs de rock dans les années 1970 en se laissant pousser les cheveux et en portant des chemises ouvertes sur scène. Townshend prends l'habitude de porter une combinaison et des chaussures Dr. Martens.
En août, les Who sont invités à se produire au festival de Woodstock contre une avance de 13 000 dollars. Bien que le festival soit considéré comme un événement culturel important, les Who le décrit comme un « désastre ».,, Devant se produire le samedi soir 16 août, le groupe ne monte sur scène que dimanche à 5 heures du matin en raison de l'important retard pris par l'organisation. Leur concert est interrompu par le leader des Yippies, Abbie Hoffman pour prononcer un discours politique sur l'arrestation de John Sinclair, avant que Townshend ne l'expulse de la scène, en criant : « Fous le camp de ma putain de scène ! (Fuck off my fucking stage !) », Le soleil se lève durant See Me, Feel Me; Entwistle dira par la suite : « Dieu était notre éclairagiste ». À la fin du concert durant lequel le groupe a joué la majeure partie de Tommy, Townshend jète sa guitare dans le public., L'ensemble est enregistré et filmé par des professionnels, et des extraits apparaissent dans le film Woodstock en plus des documentaires The Old Grey Whistle Test et The Kids Are Alright qui sortiront ultérieurement. Heureusement, une apparition plus agréable a lieu quelques semaines plus tard au festival de l'île de Wight de 1969 en Angleterre, que Townshend décrit comme « un grand concert pour » le groupe. Selon Townshend, à la fin du concert de l'île de Wight, le terrain est recouvert de détritus laissés par les fans (que les roadies du groupe aident à nettoyer), ce qui inspirera le vers « teenage wasteland » de la chanson Baba O'Riley.

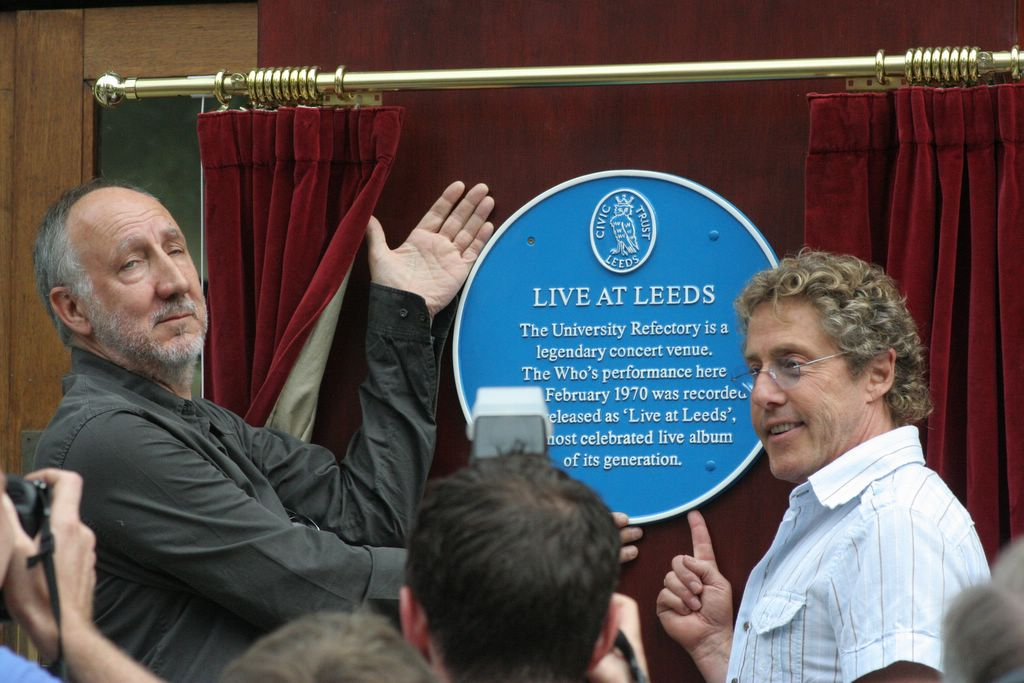
Townshend et Daltrey dévoilant la plaque commémorative à l'université de Leeds où Live at Leeds a été enregistré en 1970

En 1970, les Who sont largement considérés comme l'un des meilleurs et des plus populaires groupes de rock en concert, et ces performances scéniques pousse le groupe à graver sur vinyle leur intensité sur scène. Le groupe organise deux concerts, un à Leeds le 14 février et un à Hull le lendemain, avec l'intention d'enregistrer un album live, mais des problèmes techniques survenus lors du concert de Hull force à utiliser celui de Leeds, qui devient Live at Leeds. L'album est considéré comme l'un des meilleurs albums de rock live de l'histoire du rock,,,,.
La tournée Tommy comprend des concerts dans des opéras européens et a vu les Who devenir le premier groupe de rock à se produire au Metropolitan Opera de New York en avril 1970. En mars, les Who sortent leur single The Seeker, classé dans le top 20 britannique, poursuivant ainsi leur tradition de sortie de singles séparés des albums. Townshend écrit cette chanson pour célébrer l'homme du commun, en contraste avec les thèmes de Tommy. La tournée comprend leur deuxième apparition au Festival de l'île de Wight. Avec un record d'affluence en Angleterre, estimé par le Livre Guinness des records entre 600 000 et 700 000 personnes, les Who commencent leur concert à 2 h du matin le dimanche 30 août.

#### Du conceptLifehouseàWho's Next(1971-1972)

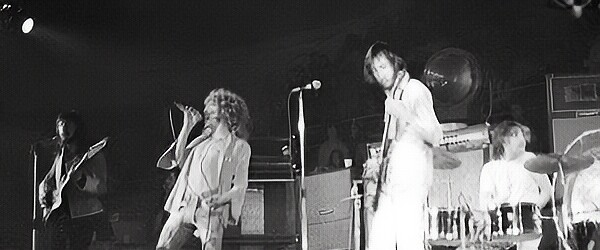
The Who au Coliseum, Charlotte, Caroline du Nord, 20 novembre 1971

Tommy assure l'avenir des Who et leur apporte la fortune. Si la nouvelle situation dérange Townshend qu'il juge incompatible avec les idéaux de Meher Baba, Daltrey et Entwistle s'en accomde, tandis que Moon dépense sans compter.
À la fin de l'année 1970, Townshend commence à concevoir un projet d'opéra-rock plus ambitieux que Tommy : Lifehouse, un projet multimédia symbolisant la relation entre un artiste et son public, dont le « pivot central » est la chanson Pure and Easy. Il développe ses idées dans son home-studio, créant des couches de synthétiseurs, et le théâtre Young Vic de Londres est réservé pour une série de concerts expérimentaux. Townshend aborde les concerts avec optimisme ; le reste du groupe est simplement heureux de rejouer. Mais le groupe trouve le concept trop ambitieux et compliqué et abandonne le projet à la suite d'une dépression de Townshend. Les Who ont néanmoins écrits suffisamment de chansons pour enregistrer l'album Who's Next. Au cours des années suivantes, The Who continuera à sortir du matériel lié à Lifehouse , dont les singles Let's See Action, Join Together et Relay et l'album Odds and Sods.,,
Pour la réalisation de Who's Next, le groupe change de producteur en remplaçant Lambert, dont sa dépendance aux drogues dures interfère trop sur son travail, par Glyn Johns, et l'enregistrement reprend en avril 1971. Fondé en grande partie sur l'utilisation de la dernière invention en date en matière d'instruments de musique, le synthétiseur, Who's Next est le premier album rock à contenir des pistes électroniques préprogrammées qui, contre toute attente, s'intègrent parfaitement bien à la musique des Who. On y retrouve les tubes Baba O'Riley, Behind Blue Eyes et Won't Get Fooled Again. L'intro au synthétiseur de Baba O'Riley est programmée en fonction des statistiques vitales de Meher Baba, et le morceau comprend un solo de violon de Dave Arbus. Sorti en août 1971, Who's Next est un succès critique et commercial, atteint la première place au Royaume-Uni et la quatrième place aux États-Unis où y est certifié triple disque de platine. Des yeux des critiques, l'album surpasse Tommy en richesse et inventivité.

Le groupe repart en tournée et Baba O'Riley et Won't Get Fooled Again deviennent incontournables en concert., En novembre, ils se produisent au Rainbow Theatre de Londres, récemment ouvert, pendant trois soirs, continuant aux États-Unis plus tard dans le mois, où Robert Hilburn du Los Angeles Times décrit les Who comme « la plus grande attraction du monde ». La tournée est légèrement perturbée au Civic Auditorium de San Francisco le 12 décembre lorsque Moon s'évanouitysur son kit après une overdose de brandy et de barbituriques. Il récupère et termine le concert, jouant avec sa force habituelle.

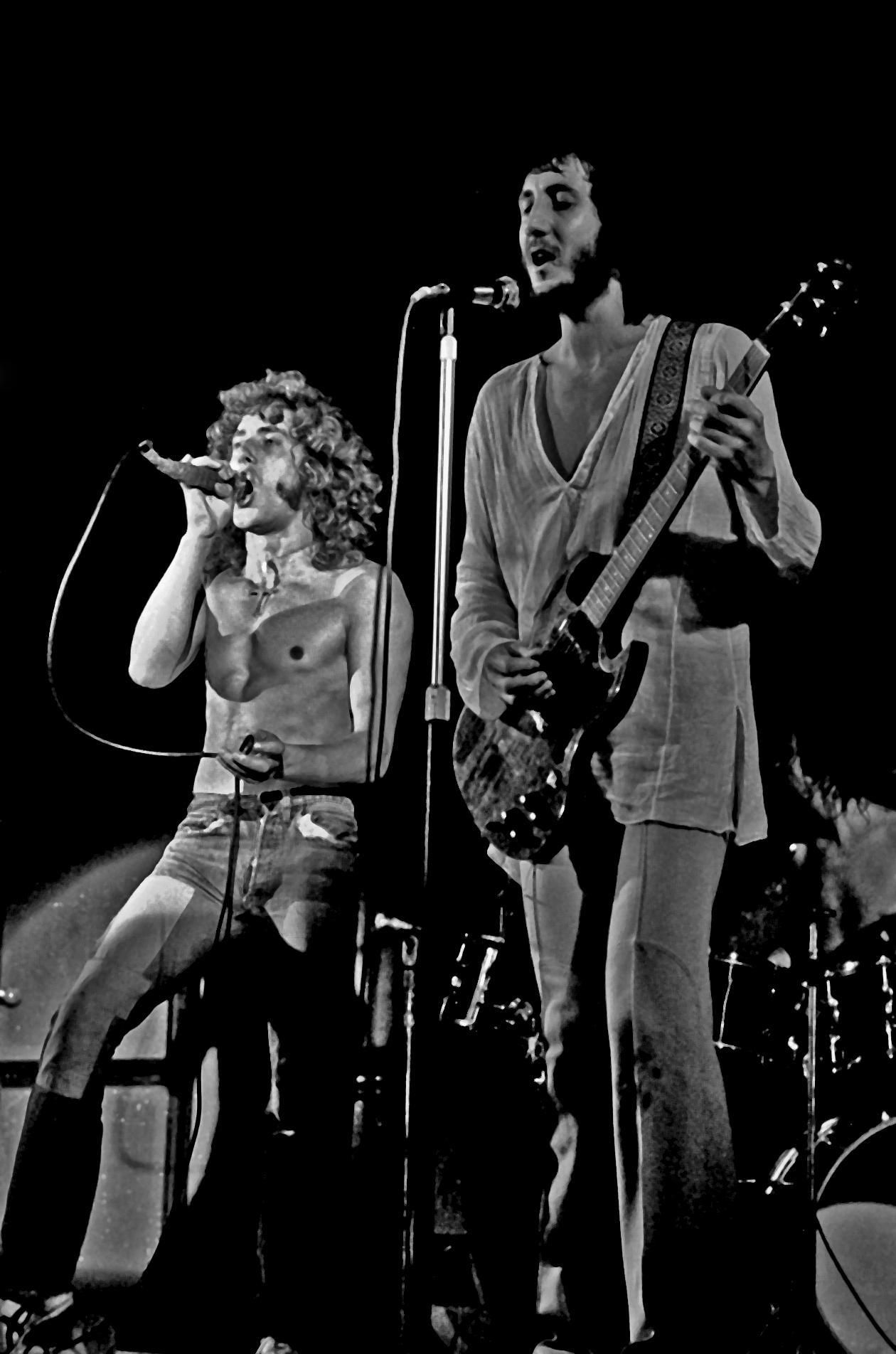
The Who au Ernst-Mercke-Halle, Hambourg, 12 août 1972

Entre 1971 et 1973, les Who ralentissent un peu leur nombre de productions et de prestations. Après la tournée de Who's Next et ayant besoin de temps pour écrire un nouvel album, Townshend insiste pour que les Who fassent une longue pause, car ils n'ont pas arrêté de tourner depuis leurs débuts. Le groupe est inactif jusqu'en mai 1972, date à laquelle ils commencent à travailler sur un nouvel album, Rock Is Dead—Long Live Rock!, mais y renoncent rapidement, mécontents des enregistrements. Après une courte tournée européenne, le reste de l'année 1972 a été consacré à travailler sur une version orchestrale de Tommy avec Lou Reizner, dont une version, enregistrée avec la participation de Ringo Starr, Peter Sellers et l'orchestre symphonique de Londres, sort chez Ode Records (en) en 1972. Pour la première fois depuis 1967, ils ne font pas de tournée aux États-Unis en 1972.
Les membres du groupe en profitent pour réaliser leurs projets solo. John Entwistle sort deux albums solo, Smash Your Head Against the Wall en mai 1971, et Whistle Rymes en 1972 tandis que Pete Townshend et Roger Daltrey sortent chacun le leur, Who Came First en 1972 pour le premier et Daltrey en 1973 pour le second.

#### Quadrophenia: le dernier opéra-rock sous tension (1973)
En 1973, le groupe se retrouve pour réaliser Quadrophenia, un nouvel opéra-rock. Ce double album raconte les tribulations d'un jeune Mod, Jimmy, souffrant d'un quadruplement de personnalité (d'où le titre). Chacune de ses personnalités correspond à un membre du groupe et à un thème musical. L'histoire de Jimmy s'inscrit dans le cadre des tensions entre mods et rockers dans l'Angleterre du début des années 1960. Townshend joue des synthétiseurs et Entwistle joue plusieurs parties de cuivres superposées. L'album a atteint la deuxième place au Royaume-Uni et aux États-Unis. Si son succès commercial est inférieur à celui de Tommy, l'album est pourtant plus riche musicalement, avec des claviers et des guitares qui s'interpénètrent parfaitement selon de nombreux critiques.
À partir de 1973, les Who connaissent de nombreux problèmes dans leur vie privée et professionnelle. Des tensions apparaissent : Townshend pense que Daltrey ne souhaite qu'un groupe rentable, et Daltrey trouve les projets de Townshend prétentieux. Le comportement de Moon devient de plus en plus problématique, avec une consommation excessive d'alcool et de drogue, et un désir de faire la fête et de partir en tournée. Les tensions entre les deux membres se traduit par un KO infligé par le chanteur sur le guitariste.
Au moment où l'album Quadraphonia est en cours d'enregistrement, des mésententes sérieuses entre Pete Townshend, Kit Lambert et Chris Stamp entraînent le remplacement des deux managers par leur assistant, Bill Curbishley. En effet, Daltrey avait effectué un audit des finances du groupe et a découvert que Lambert et Stamp n'ont pas tenu suffisamment de registres. Il estime qu'ils ne sont plus des managers efficaces, ce que Townshend et Moon contestent. La douloureuse dissolution des relations managériales et personnelles est racontée dans le documentaire rétrospectif de James D. Cooper de 2014, Lambert & Stamp.
La tournée de 1973 est perturbée par des problèmes techniques et les boucles de synthétiseur enregistrées pour la scène se dérèglent souvent. De plus, Keith Moon qui vient de se séparer de sa femme après plusieurs années de mariage tumultueux, sombre de plus en plus dans un style de vie chaotique où se mêlent alcool et drogues. Lors d'un concert au Cow Palace à Daly City lors de la première date de la tournée américaine en septembre 1973, Moon s'écroule même sur scène après avoir pris du PCP et le groupe est contraint de demander à une personne du public (un certain Scot Halpin) de le remplacer pour le reste du concert. Mais la situation n'est guère mieux pour John Entwistle et Pete Townshend  qui eux aussi souffrent de gros problèmes d'alcoolisme.

### Errance et déclin (1974–1983)

#### Le filmTommyet l'albumThe Who by Numbers(1974-1976)

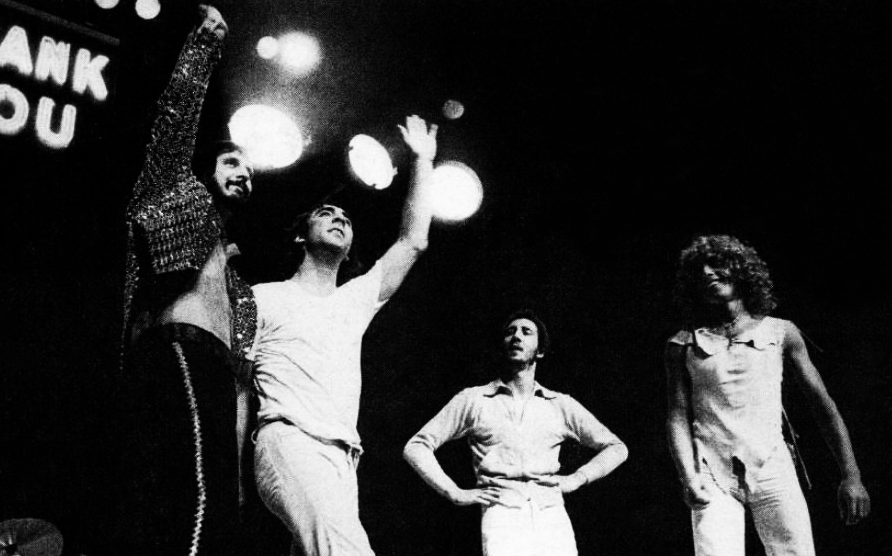
Photographie promotionnelle célébrant le dixième anniversaire du groupe, en décembre 1974.

En 1974, le groupe commence à travailler sur l'adaptation filmée de Tommy. Stigwood suggère Ken Russell comme réalisateur, dont Townshend a admiré le travail précédent. Le film comprend un casting de stars, y compris les membres du groupe. David Essex auditionne pour le rôle-titre, mais le groupe persuade Daltrey de le tenir. Le casting comprend Ann-Margret, Oliver Reed, Eric Clapton, Tina Turner, Elton John et Jack Nicholson. Townshend et Entwistle ont travaillé sur la bande originale pendant la majeure partie de l'année, s'occupant de la majeure partie de l'instrumentation. Moon ayant déménagé à Los Angeles, ils font donc appel à des batteurs de studio, dont Kenney Jones (qui rejoindra plus tard les Who). Elton John utilise son propre groupe pour Pinball Wizard. Le tournage s'e déroule d'avril à août. 1 500 figurants apparaissent dans la séquence « Pinball Wizard ».
Le film est présenté en avant-première le 18 mars 1975 sous une ovation debout. Townshend est nommé pour l'Oscar de la meilleure musique originale. Tommy est projeté au Festival de Cannes de 1975 hors compétition. Il remporte le prix du film rock de l'année lors de la première édition annuelle des Rock Music Awards et génère plus de 2 millions de dollars au cours de son premier mois d'exploitation. La bande originale atteint la deuxième place du classement Billboard.
Le travail sur Tommy occupe la majeure partie de l'année 1974, et les performances live des Who se limitent à un concert en mai dans le stade du Charlton Athletic Football Club devant 80 000 fans, et quelques dates au Madison Square Garden en juin. Vers la fin de l'année, le groupe a sorti la compilation de raretés Odds and Sods, qui comprennent plusieurs chansons du projet avorté Lifehouse.
Après Odds and Sods sorti en 1974, une compilation de faces B choisies par John Enstwisle, comme indiqué par lui-même dans la pochette de l'album, les Who travaillent avec Ken Russell sur l'adaptation filmée de Tommy qui sort en 1975 avec entre autres Roger Daltrey, Elton John, Tina Turner et Eric Clapton.
En 1975, le groupe connaît des tensions internes entre Robert Daltrey et Pete Townshend au sujet de l'avenir du groupe et se critiquent mutuellement lors d'interviews dans le journal musical New Musical Express. Daltrey est reconnaissant envers les Who de l'avoir évité une carrière d'ouvrier métallurgique et est mécontent des performances médiocres de Townshend ; Townshend que son engagement dans le groupe l'empêche de se consacrer à sa carrière solo.

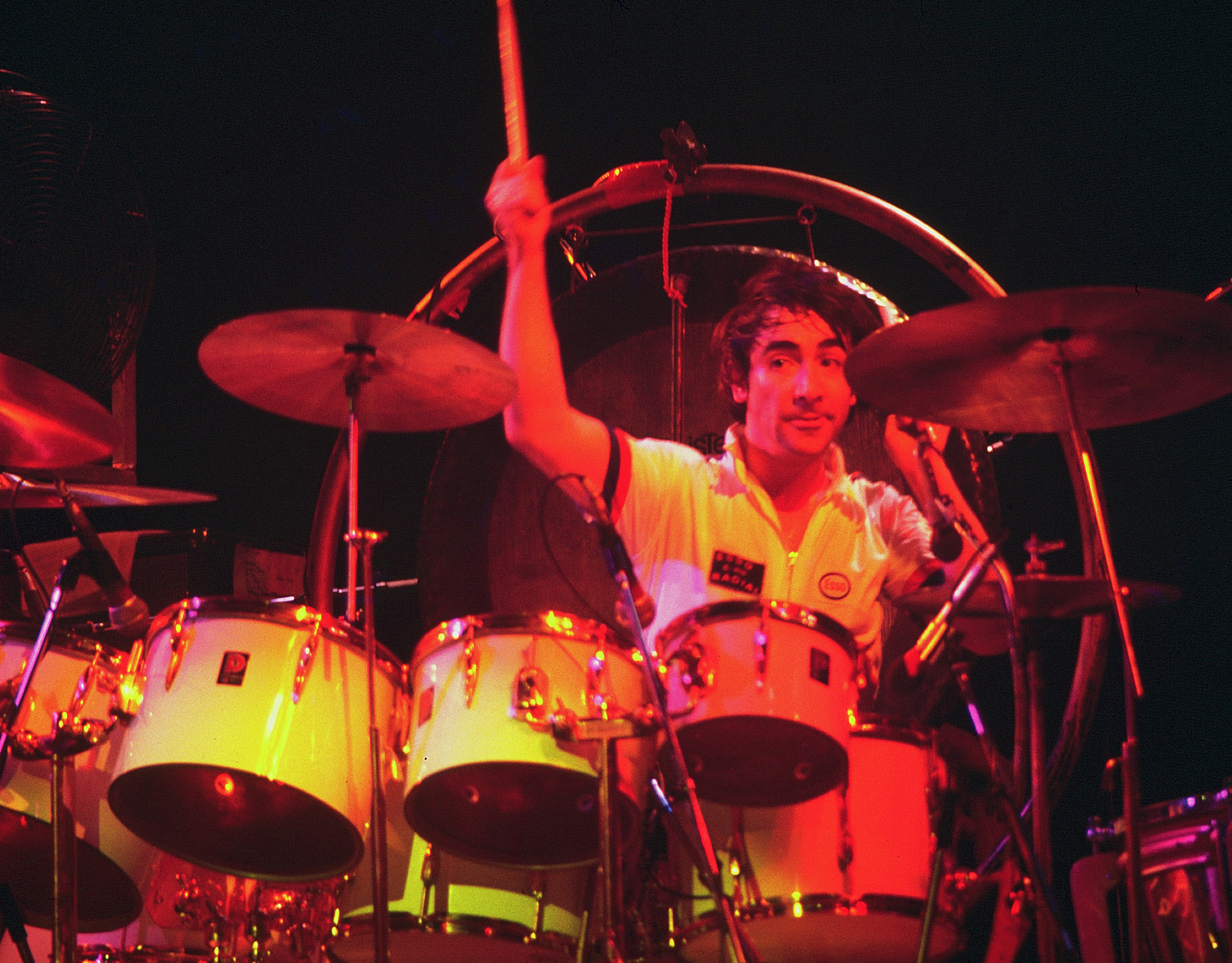
Keith Moon en 1975.

Les Who enregistrent en 1975 un nouvel album, The Who by Numbers. Sans le moindre synthétiseur, ce disque est considéré comme le plus « sombre » et le plus personnel de Pete Townshend. Selon les dire d'un journaliste, Townshend, alors en pleine dépression, malmené par sa consommation de drogues et d'alcool, livre avec ce disque une véritable « lettre de suicide ». Peu apprécié de la critique, il se classe tout de même 7e dans les meilleures ventes d'albums au Royaume-Uni. The Who by Numbers contient des chansons introspectives de Townshend qui traitent de la désillusion, comme However Much I Booze et How Many Friends. Success Story d'Entwistle jetait un regard humoristique sur l'industrie musicale, et Squeeze Box est un tube.
La sortie de l'album est l'occasion d'une grande tournée qui commence le 4 octobre 1975 et finit le 21 octobre 1976 à Toronto, ce sera le dernier concert public des Who avec Keith Moon. Pour les concerts, ils jouent peu de nouveaux morceaux et quelques titres de Quadrophenia, et réintroduisant plusieurs morceaux de Tommy. La partie américaine de la tournée commence à Houston devant une foule de 18 000 personnes à la Summit Arena, et est accompagné en premières parties par Toots and the Maytals,. Le 6 décembre 1975, les Who établissent le record du plus grand concert en salle au Pontiac Silverdome, auquel assistent 78 000 personnes. Le 31 mai 1976, ils jouent à nouveau au stade du Charlton Athletic Football Club qui est répertorié dans le Guinness Book of Records comme le concert le plus bruyant de tous les temps avec plus de 120 dB. Townshend est fatigué des tournées mais Entwistle considère que les performances en concert du groupe ont atteint leur apogée.

#### Who Are Youet mort de Keith Moon (1977-1978)

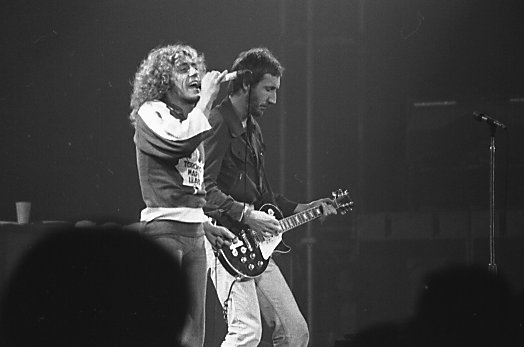
Roger Daltrey et Pete Townshend en 1976.

Après la tournée de 1976, Townshend prend une grande partie de l'année suivante pour passer du temps avec sa famille. Il découvre que l'ancien manager des Beatles et des Rolling Stones, Allen Klein, prend une participation dans sa maison d'édition. Un accord est trouvé, mais Townshend est contrarié et déçu que Klein ait tenté de s'approprier ses chansons (comme il a fait de même avec les Rolling Stones). Plus tard dans la journée, Townshend se rend au Speakeasy où il rencontre Steve Jones et Paul Cook des Sex Pistols, fans des Who. Le musicien fait un malaise en sortant du bar, mais repart comme si de rien n'était. Ces événements inspirent la chanson-titre de l'album suivant, Who Are You.
En 1977, alors que la vague punk déferle sur l'Angleterre, les Who tentent de revenir sur le devant de la scène. Alors que le groupe se retrouve en septembre 1977, il est décidé qu'il n'y aura pas de nouveaux concerts dans l'immédiat. En effet Keith Moon qui vit une vie chaotique en Californie, où il s'est exilé pour raisons fiscales, a considérablement pris du poids et a des difficultés à tenir son rôle de batteur au point qu'il n'est pas en état de partir en tournée,. À la place, le groupe organise un concert filmé le 15 décembre au Gaumont State Cinema à Kilburn (Londres) pour être intégré dans un documentaire intitulé The Kids Are Alright,. Mais la performance n'est pas bonne et les images ne sont pas conservées. Daltrey dira plus tard : « Même au plus bas, Keith Moon était incroyable ».
L'enregistrement de Who Are You débute en janvier 1978. Daltrey et Johns se disputèrent la production vocale, et la batterie de Moon est si catastrophique que Daltrey et Entwistle songent à le licencier. Moon décide de traiter son alcoolisme et s'améliore vers la fin des séances d'enregistrement, sans arriver à jouer la ligne de batterie de Music Must Change (en 6/8) qui ne comporte pas de batterie.  En mai, les Who filment un autre concert aux Shepperton Sound Studios pour The Kids Are Alright. Cette performance est remarquable, et plusieurs morceaux sont utilisés dans le film. C'est le dernier concert de Moon avec les Who.
L'album sort le 18 août et devient leur plus gros succès commercial à ce jour, atteignant la 6e place au Royaume-Uni et la 2e place aux États-Unis. L'album plutôt expérimental comprenant autant de claviers que de guitares et sur la pochette de cet album, on voit les membres du groupe et, entre autres Keith Moon assis à califourchon sur une chaise sur le dossier de laquelle est inscrit « Not to be taken away » (« Ne pas enlever »). Au lieu de partir en tournée, Daltrey, Townshend et Moon ont donné une série d'interviews promotionnelles dans les médias, et Entwistle travaille sur la bande originale du documentaire The Kids Are Alright.
Le 6 septembre, Moon est convié à une fête organisée par Paul McCartney pour l'anniversaire de Buddy Holly. De retour à son appartement au matin suivant, Moon prend 32 comprimés de clométhiazole, qu'il lui est prescrit pour traiter son alcoolisme et s'évanouit ; Il est retrouvé mort plus tard dans la journée,.

#### Changement de batteur, sortie de deux films et tragédie en tournée (1979)
Vingt-quatre heures après la mort de Keith Moon, Pete Townshend annonce cependant que les Who continueront avec un nouveau batteur même si personne ne pourra remplacer Keith. Le guitariste invite Kenney Jones des Faces à rejoindre le groupe à la batterie en tant que membre officiel en novembre 1978,. Legroupe engage également pour les tournées le claviériste John Bundrick et une section de cuivres, destinées notamment à alléger le volume sonore des concerts habituels des Who, devenus trop forts pour les oreilles de Pete Townshend, malmenées par des années de performances à plein volume. Le 2 mai 1979, les Who reviennent sur scène avec un concert au Rainbow Theatre, suivi du Festival de Cannes et de concerts au Madison Square Garden de New York.

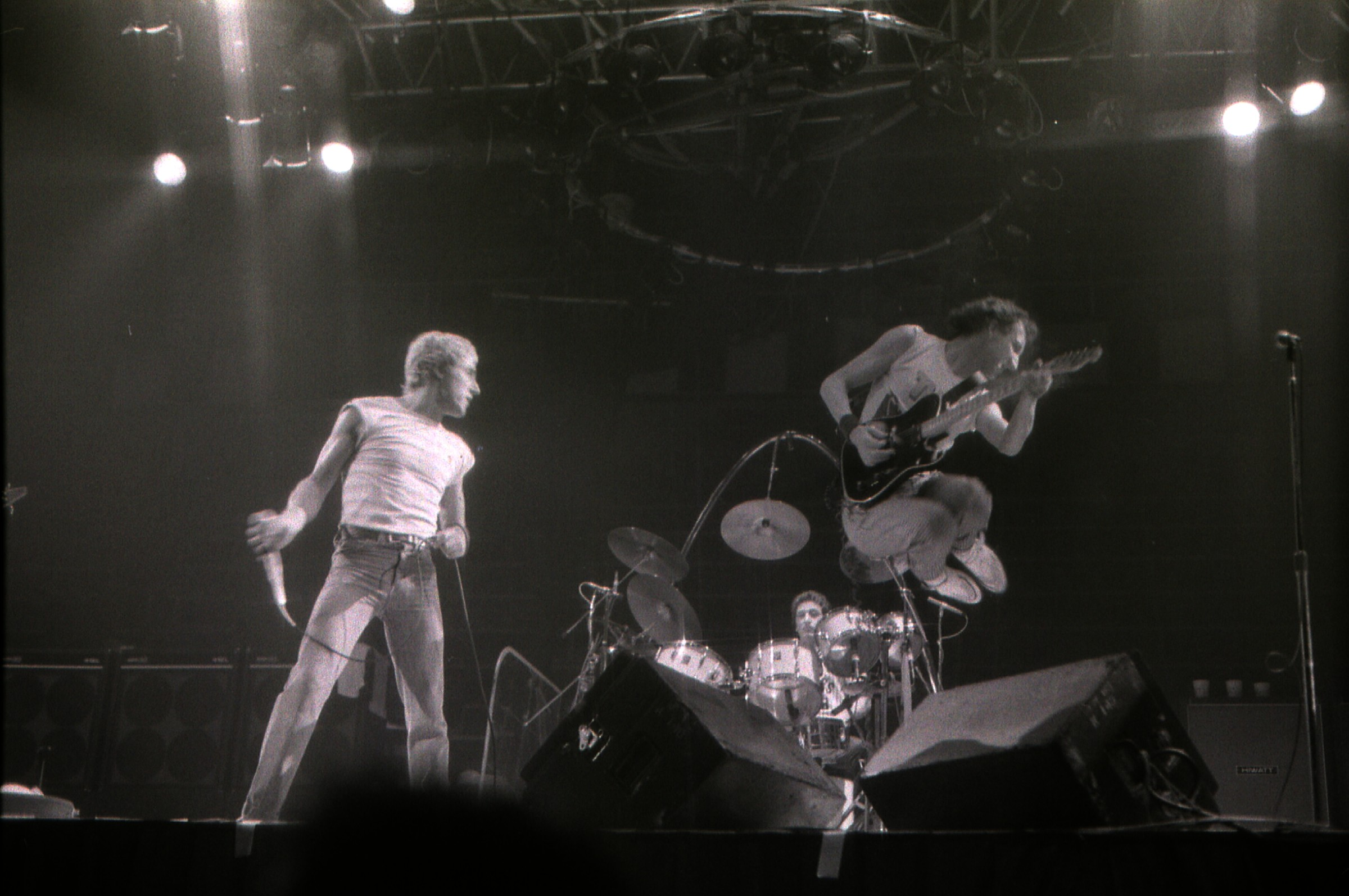
The Who à Toronto, 1980

Cette tournée est marquée par la mort de onze personnes, écrasées et asphyxiées après l'ouverture des portes du concert du 3 décembre 1979 à Cincinnati,. Une des raisons de l'incident vient du système de places assises où les premiers à entrer sont les mieux placés, et après que certains fans ont voulu forcer l'entrée en croyant que le concert avait commencé plus tôt (en réalité, le groupe effectuaient les balances de tests sonores), un embouteillage se produit à l'ouverture des portes, provoquant la bousculade mortelle. Les Who ne sont informés de l'incident qu'après le concert, car les autorités municipales craignent des problèmes avec la foule en cas d'annulation. Le groupe est profondément bouleversé en apprenant la nouvelle et demande que des mesures de sécurité appropriées soient prises à l'avenir. Le lendemain soir, à Buffalo, dans l'État de New York, Daltrey déclare à la foule que le groupe a « perdu beaucoup de membres de sa famille hier soir et que ce concert est pour eux ».
La même année, le groupe présente deux films : Une version filmée de Quadrophenia de Franc Roddam dont c'est son premier long-métrage et le documentaire retrospective The Kids Are Alright de Jeff Stein, dont la bande sonore est plus tard disponible sur disque. Le documentaire retrospective présenté au festival de Cannes le 14 mai 1979 comprend des images du groupe à diverses concerts, ainsi que la dernière performance de Keith Moon à la batterie sur la chanson Who Are You filmée. Le film Quadrophenia, dans lequel figurent Phil Daniels dans le rôle principal et le chanteur Sting, utilise des dialogues traditionnels contrairement à Tommy où les acteurs chantent, et où les musiciens eux-mêmes jouent certains morceaux. La bande originale reprend l'album avec quelques titres inédits sur lesquels figurent Jones à la batterie Ce film rencontre le succès critique et commerciale au Royaume-Uni et relance le mouvement Mod, dont des groupes comme The Jam de Paul Weller est clairement influencé par les Who..
En décembre, les Who deviennent le troisième groupe, après les Beatles et The Band, à figurer en couverture du magazine Time. L'article de Jay Cocks affirme que le groupe a surpassé, survécu et surclassé tous les artistes rock contemporains.Le 28 décembre 1979, ils participent aux Concerts for the People of Kampuchea où ils joueront vingt-cinq chansons. La face 1 de l'album double des spectacles, publié le 30 mars 1981, contient les pistes Baba O'Riley, Sister Disco, Behind Blue Eyes et See Me, Feel Me.

#### Lassitude et séparation (1980-1983)
Daltrey fait une pause en 1980 pour travailler sur le film McVicar, dans lequel il joue le rôle principal du braqueur de banque John McVicar. La bande originale est un album solo de Daltrey, bien que tous les membres des Who soient présents en tant que musiciens de session, et est considéré comme son album solo le plus réussi.
Les Who sortent deux albums studio avec Kenney Jones comme batteur : Face Dances (1981) et It's Hard (1982). Face Dances entre dans le top 20 américain et le top 10 britannique avec le single You Better You Bet, dont le clip est l'un des premiers diffusés sur MTV. Ces deux albums au son très pop se vendent tous deux bien (bien que moindre que leurs prédécesseurs) et sont bien accueillis par la presse et par MTV (It's Hard reçoit une critique cinq étoiles dans Rolling Stone). Le single Eminence Front de It's Hard, dérivée de Baba O'Riley quant à l'utilisation de boucles de synthétiseur Arp 2600 mais basée sur une rythmique disco, est un succès et devint un classique des concerts.

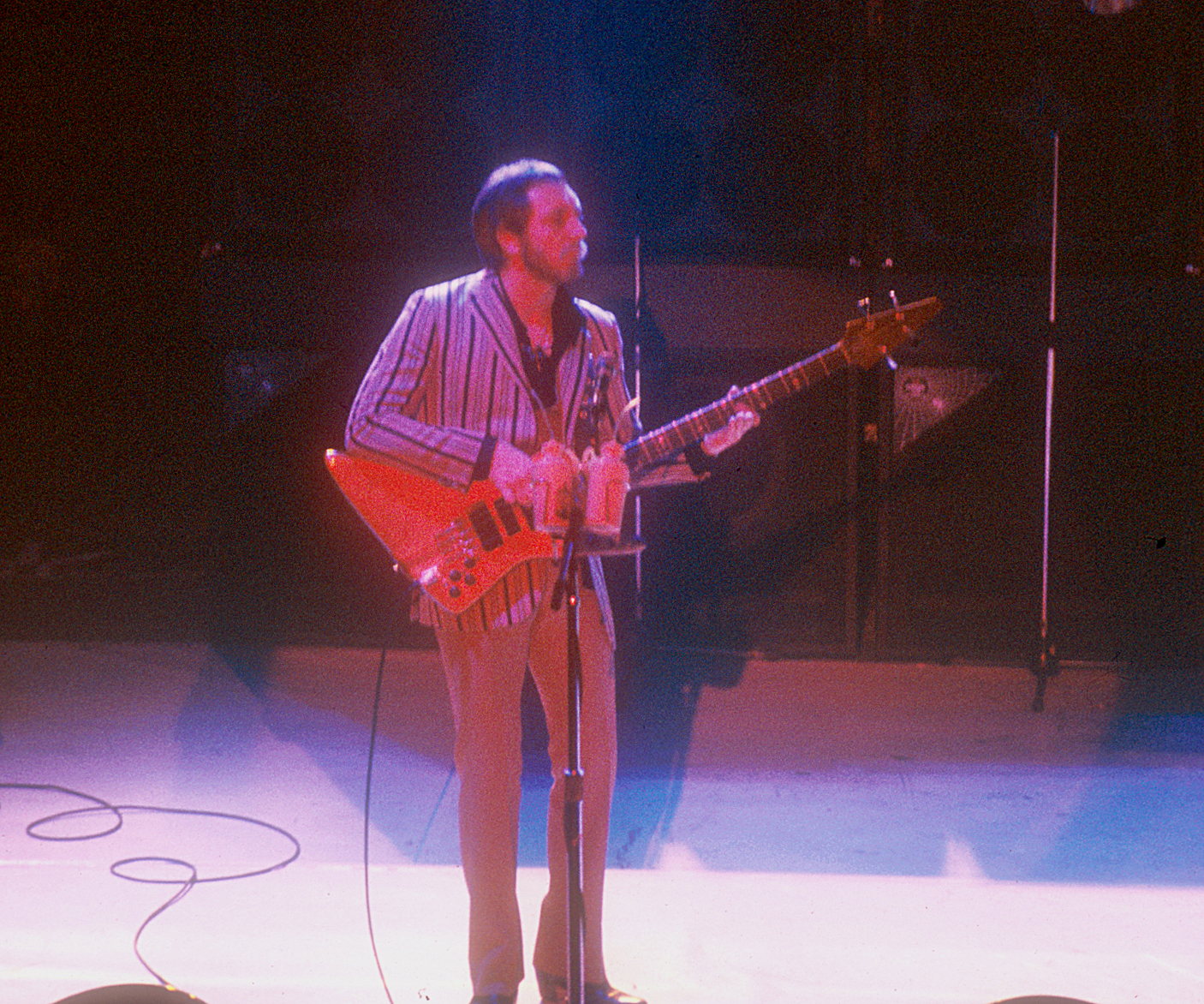
John Entwistle en concert avec les Who au Manchester Apollo, 1981.

A cette époque, des tensions internes ont lieu à propos du fait que Townshend a gardé ses meilleures chansons pour son album solo, Empty Glass (1980) et le style de batterie de Jones, très différent de Moon, ne fait pas l'unanimité au sein du groupe. Townshend se sent de plus en plus mal à l'aise au sein du groupe. En pleine dépression et en plein doute artistique, il se sépare de sa femme et devient brièvement accro à l'héroïne avant de se désintoxiquer au début de 1982. Il souhaite arrêter les tournées pour se concentrer sur les albums studios, une décision amèrement accueillie par le bassiste et le chanteur,. Le groupe entame donc une tournée d'adieu aux États-Unis et au Canada, avec les Clash en première partie, qui se termine à Toronto le 17 décembre 1982.
Townshend passe une partie de l'année 1983 à écrire le prochain album du groupe pour respecter le contrat en vigueur depuis 1980 avec Warner Records, mais il se trouve incapable de produire une musique adaptée aux Who et, fin 1983, paye la clause de sortie de contrat. Le 16 décembre 1983, Townshend annonce lors d'une conférence de presse qu'il quittait les Who, mettant ainsi fin au groupe.

### De la séparation à la reformation

#### Réunions (1985-1991)
Pendant près de vingt-cinq ans, les Who ne sortent aucun album studio. Chacun se consacre d'abord à sa carrière solo, dont celle de Pete Townshend se révèle la plus ambitieuse. Après la séparation des Who, Townshend sort les albums White City: A Novel (1985), The Iron Man (1989, avec Daltrey et Entwistle sur deux chansons créditées aux Who) et Psychoderelict (1993). Le leader guitariste est ainsi le seul à reprendre sur scène avec le groupe quelques titres issus de ses propres disques.[réf. nécessaire]
En juillet 1985, les Who se produisent au Live Aid au stade de Wembley, à Londres. Mais un fusible a sauté dans le camion de la retransmission de la BBC pendant le concert, interrompant temporairement la diffusion,. Aux Brit Awards de 1988, au Royal Albert Hall, le groupe reçoit le prix Lifetime Achievement Award de l'industrie phonographique britannique. Le court concert qu'ils jouent là-bas est le dernier avec Jones à la batterie jusqu'en 2014.
En 1989, le groupe entame une tournée de retrouvailles pour son 25e anniversaire, The Kids Are Alright, avec Simon Phillips à la batterie et Steve « Boltz » Bolton comme second guitariste. Townshend a annoncé en 1987 souffrir d'acouphènes, et alterne guitare acoustique, rythmique et solo pour préserver son audition. Les billeteries pour leurs deux concerts au Sullivan Stadium de Foxborough, dans le Massachusetts, ont vendus 100 000 places en moins de huit heures, battant les records établis par U2 et David Bowie. La tournée est brièvement interrompue lors d'un concert à Tacoma, dans l'État de Washington, où Townshend se blesse à la main sur scène. Cependant, la tournée est mal accueillie par les spécialistes qui lui reprochent son caractère surproduit, Stephen Thomas Erlewine d'AllMusic estime que la tournée « a terni la réputation des Who de manière presque irrémédiable ». La tournée comprend aussi des invités comme Phil Collins (qui voulait rejoindre le groupe en 1978 à la mort de Keith Moon car il connaissait à l'époque des problèmes personnels avec son divorce), Billy Idol et Elton John et inclut une grande partie de l'album Tommy dans ses setlists. Un double album live, Join Together, tirée de cette tournée, sort en 1990.
En 1990, les Who sont intronisés au Rock and Roll Hall of Fame. Le groupe possède une collection exceptionnelle au musée de ce lieu, comprenant un costume en velours de Moon, une basse Warwick d'Entwistle et une peau de batterie de 1968.
En 1991, les Who enregistrent une reprise de Saturday Night's Alright for Fighting d'Elton John pour l'album hommage Two Rooms: Celebrating the Songs of Elton John & Bernie Taupin. C'est le dernier enregistrement studio avec Entwistle. En 1994, Daltrey fête ses 50 ans et donne deux concerts au Carnegie Hall de New York. Entwistle et Townshend y sont invités. Bien que les trois membres originaux survivants des Who soient présents, ils ne montent sur scène ensemble que lors du final, Join Together, avec les autres invités. Daltrey fait une tournée cette année-là avec Entwistle, Zak Starkey à la batterie et Simon Townshend remplaçant son frère en tant que guitariste.

#### Reformation et mort de John Entwistle (1996-2002)

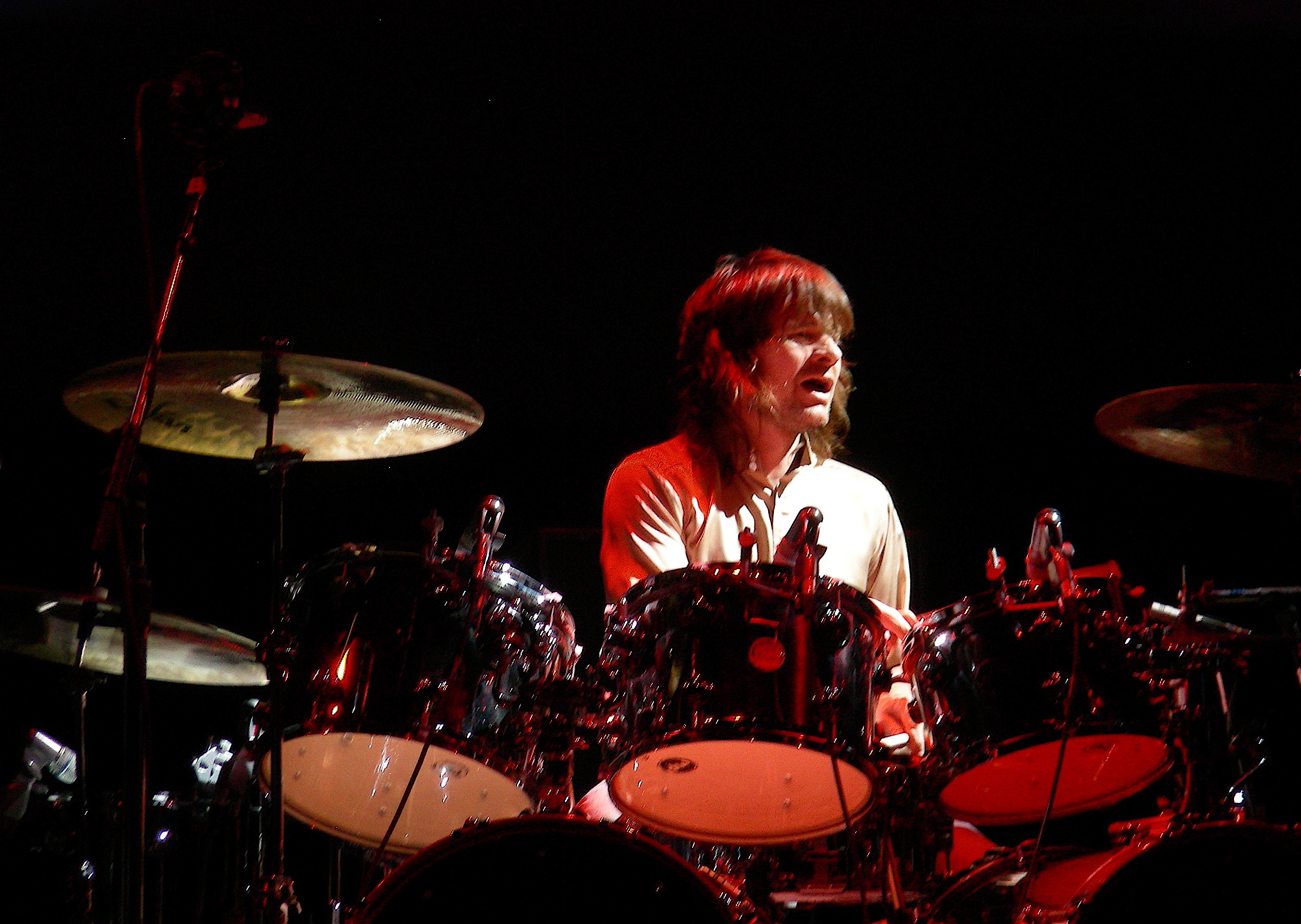
Zak Starkey est le batteur principale des Who 1996 sans en devenir membre.

En 1996, Townshend, Entwistle et Daltrey interprètent l'album Quadrophenia en concert à Hyde Park avec des invités et Zak Starkey, filleul du regretté Keith Moon, à la batterie. La performance est commentée par Daniels, qui avait joué Jimmy dans le film de 1979. Il s'agit de la première représentation live de Quadrophenia dans son intégralité. Malgré des difficultés techniques, le concert donne lieu à une résidence de six soirs au Madison Square Garden et à une tournée américaine et européenne en 1996 et 1997. Cette tourné marque la reformation officielle du groupe accompagné à la batterie par Zak Starkey en tant que musicien additionnel (il refuse d'être membre du groupe).
Townshend joue principalement de la guitare acoustique, mais se laisse finalement convaincre de jouer un peu de guitare électrique. En 1998, VH1 classe les Who à la neuvième place de sa liste des « 100 plus grands artistes de rock 'n' roll ».
Fin 1999, les Who se produisent à 5 pour la première fois en quintuple pour la première fois depuis 1985, avec Bundrick aux claviers et Starkey à la batterie. Le premier concert à Las Vegas, au MGM Grand Garden Arena, est partiellement diffusé à la télévision et sur Internet et sort en DVD sous le nom de The Vegas Job. Ils donnent ensuite des concerts acoustiques caritatifs  pour le Neil Young's Bridge School Benefit au Shoreline Amphitheatre de Mountain View, en Californie, suivi de concerts à la House of Blues de Chicago et de deux concerts caritatifs de Noël au Shepherd's Bush Empire de Londres. Les critiques sont ravis de découvrir un groupe rajeuni, avec une formation de base comparable à celle des tournées des années 1960 et 1970. Andy Greene, dans Rolling Stone, qualifie la tournée de 1999 de meilleure que la dernière tournée avec Moon en 1976.
Le groupe effectue une tournée aux États-Unis et au Royaume-Uni de juin à octobre 2000, bien accueillie par les critiques. Le concert culmine avec un concert caritatif au Royal Albert Hall pour le Teenage Cancer Trust, avec la participation de Paul Weller, Eddie Vedder, Noel Gallagher, Bryan Adams et Nigel Kennedy. Stephen Tomas Erlewine décrit ce concert comme « un concert de retrouvailles exceptionnel ».
En octobre 2001, le groupe se produit au Madison Square Garden pour les familles des pompiers et des policiers morts dans le World Trade Center lors des attentats du 11 septembre. Forbes qualifie leur prestation de « catharsis » pour les forces de l'ordre présentes. Plus tôt cette année-là, le groupe reçoit un Grammy Award pour l'ensemble de sa carrière.
The Who donne des concerts au Royaume-Uni début 2002 en préparation d'une tournée américaine. Le 27 juin, la veille du premier concert de la tournée américaine, John Entwistle, 57 ans, est retrouvé mort d'une crise cardiaque à la suite d'une surdose de cocaïne au Hard Rock Hotel de Las Vegas.

### Un groupe réduit à deux désormais scénique

#### Endless Wire(2003-2009)

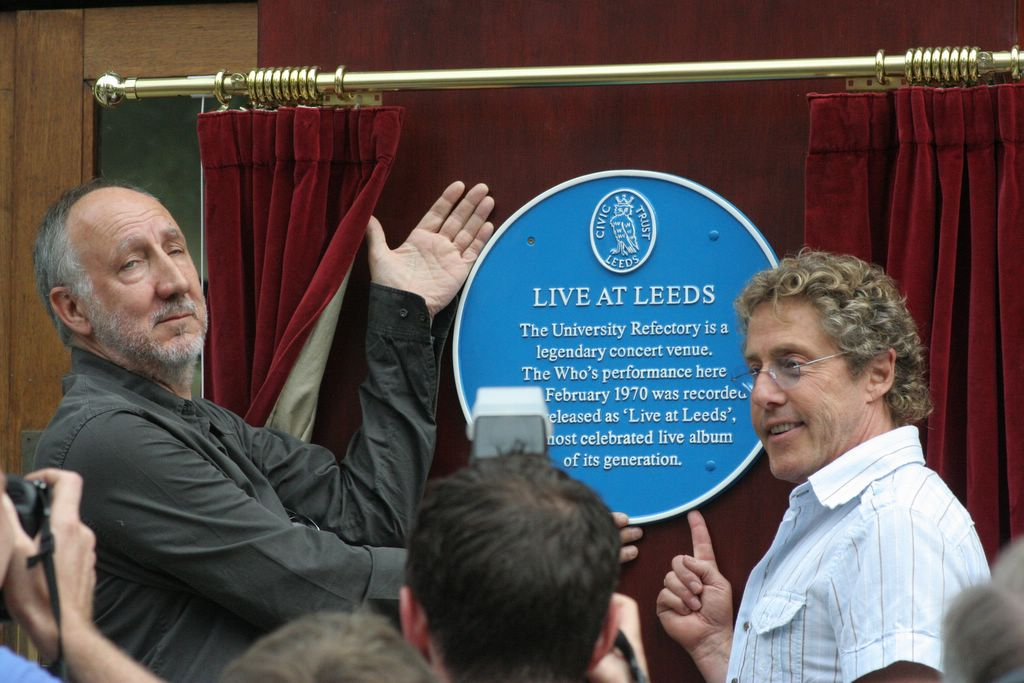
Pete Townshend et Roger Daltrey à Leeds en 2006.

Fin 2003, Greg Lake tient la basse sur Real Good Looking Boy des Who qui est disponible sur l'album compilation de 2004, Then and Now et sur une autre compilation Icon 2. Présents aussi sur cette chanson outre Daltrey et Townshend eux-mêmes, John Bundrick au piano, Zak Starkey le fils de Ringo Starr à la batterie et Simon Townshend, le frère de Pete, à la guitare et aux claviers. Cette même chanson a ceci de particulier qu'elle incorpore un extrait d'une chanson d'Elvis Presley, Can't Help Loving You. Au début elle est jouée au piano, puis vers la fin elle revient chantée par Roger Daltrey, le tout dans un style pur Who.
En 2006 et bien que Pete Townshend ait annoncé qu'« il n'y a pas une chance sur un million que les Who refassent un album studio », un nouvel album est enregistré, Endless Wire. Il comprend entre autres un mini-opéra de onze minutes. Il est largement salué par la critique. Bien que plus introspectif et apaisé que leurs œuvres passées, ce disque très attendu motive avant même sa sortie une gigantesque tournée saluée comme le retour au son des années Who's Next.
À l'initiative de Roger Daltrey, un projet de film racontant la vie de Keith Moon ne se concrétisera pas.

#### Nouvelles tournées et nouvel album studio (à partir de 2019)
En février 2019, Pete Townshend annonce sur le site officiel de The Who qu'un nouvel album du groupe commence à être enregistré, vidéos à l'appui et en mai, le groupe entame une première série de concerts aux États-Unis qui reprendra à partir de septembre, après un passage à Wembley en juillet.
Le 13 septembre 2019, le groupe annonce sur son site officiel le nom du prochain album, Who, et sa date de sortie, le 22 novembre 2019. Le groupe dévoile un premier titre, Ball & Chain et annonce une tournée anglaise en 2020.
Le 19 novembre 2019, le groupe posait la première pierre du futur Music Walk of Fame à Londres.
Le 6 décembre 2019 marque la sortie mondiale de Who, le douzième et dernier album studio du groupe.

## Empreinte idéologique et spirituelle
Pete Townshend était d'un naturel timide et coléreux. Il fut le porte-parole de la jeunesse révoltée du milieu des années 1960. Keith Moon déclare : « Être en colère dans le monde des adultes n'est pas donné à tout le monde. Pas à moi, ni à John [Entwistle]. Seulement à moitié pour Roger [Daltrey] mais entièrement pour Pete [Townshend] »
Le guru de Townshend, Meher Baba, se fait de plus en plus influent sur lui à partir de Tommy, à qui il est dédié. Townshend est alors en quête de spiritualité. Il n'est d'ailleurs pas rare, à cette époque, de retrouver Pete Townshend dans des émissions religieuses à la télévision. En 1970, dans le magazine Rolling Stone, il écrit même un article sur son mentor, In Love With Meher Baba.
Meher Baba est, avec Inayat Khan, mystique soufi musicien, une des sources d'inspiration du projet Lifehouse.

## Concerts

### Caractéristiques scéniques

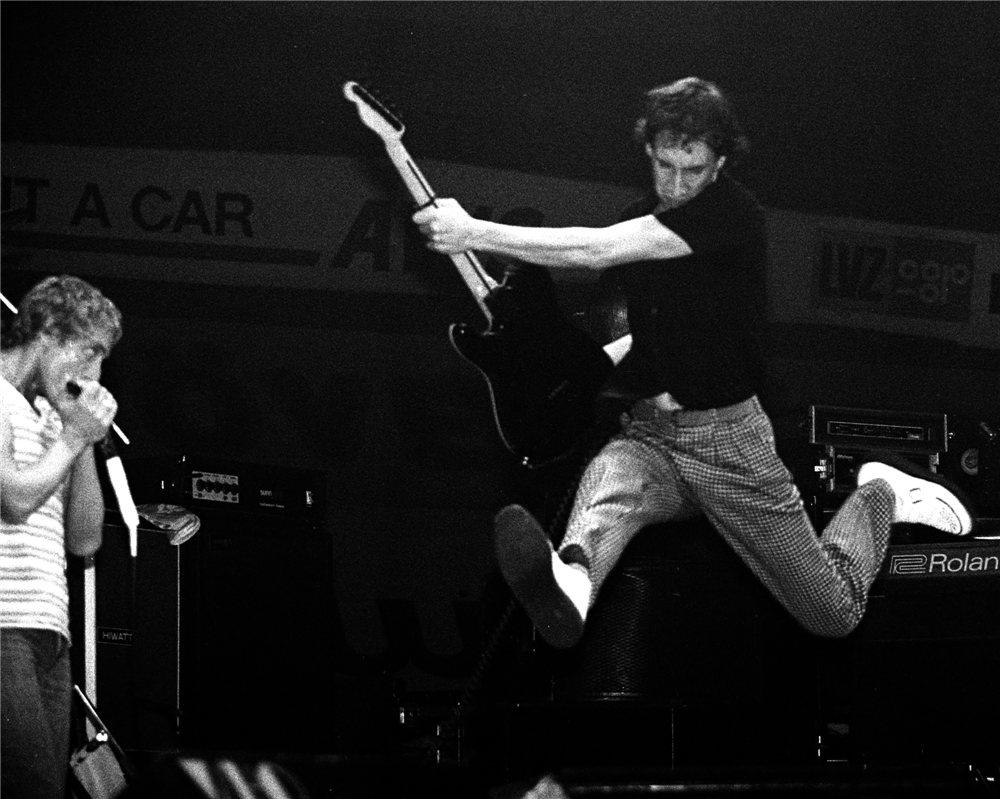
The Who en concert à Zürich en 1980.

Roger Daltrey a expliqué que sur scène était né un concours entre les musiciens ; gagnerait celui qui se ferait le plus remarquer, d'où leur énergie et leur jeu de scène exceptionnel. Le chanteur, avec sa voix puissante, est souvent vêtu lors des concerts (surtout vers 1970) d'une veste à franges ouverte laissant apparaître son torse musclé. Son jeu consiste à lancer son microphone en l'air et à le faire tournoyer pour le rattraper au dernier moment.
Pete Townshend, pourtant très timide hors de la scène, rentre dans ses concerts dans ce qu'il décrit lui-même comme un état second, bondissant avec sa guitare à travers le plateau, fracassant sa guitare au sol et sur les amplis à la fin des concerts et n'hésitant pas à agresser à coups d'instrument tout imprudent qui tenterait d'interrompre le spectacle (Abbie Hoffman en fait les frais lors du festival de Woodstock). Townshend se fait connaître pour son style scénique excentrique, introduisant souvent dans les morceaux joués des solos assourdissants, balançant sa guitare dans la foule et faisant de grands moulinets de son bras droit (technique dite du « windmill », en français le « moulin à vent »). On ne sait pas vraiment qui a inventé cette technique de jeu des accords. En 1963, alors que The Detours font la première partie des Rolling Stones, Pete dit avoir alors vu Keith Richards balancer son bras au-dessus de la guitare. S'en inspirant, il développe et adopte le « windmill ». Le jeu de Pete Townshend n'est pas réellement d'une haute technicité, notamment dans les solos où il reste en dessous de certains guitaristes de l'époque comme Jimi Hendrix ou Jimmy Page, par contre son utilisation très personnelle du jeu en power chords qu'il alterne souvent à un jeu en arpège en fait un guitariste très intéressant au point de vue rythmique, faisant preuve d'une énergie et d'une puissance peu commune.

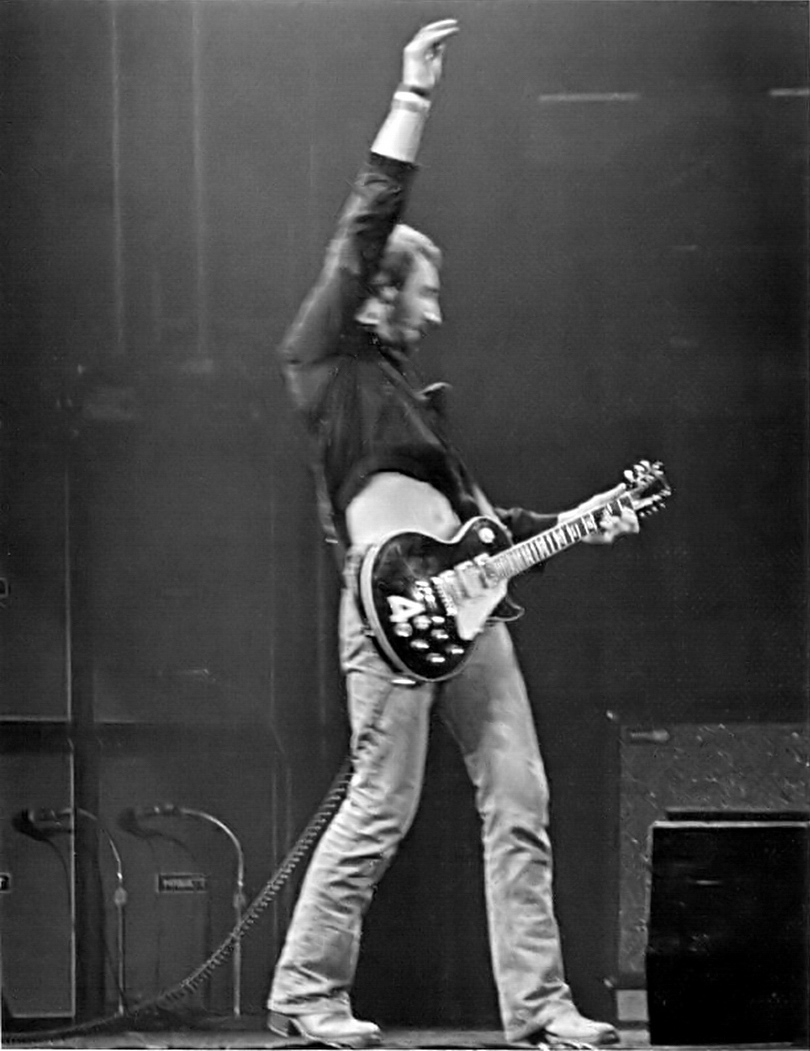
Pete Townshend, en 1976, utilisant la technique dite du « moulin à vent ».

Le son des Who en concert est particulièrement puissant : en 1976, un concert au Charlton Athletic Football Ground est homologué par le livre Guinness des records comme le plus « fort » concert de tous les temps (126 décibels SPL, soit 6 décibels de plus que le seuil de la douleur pour l'oreille humaine et autant de bruit qu'un avion au décollage à 300 mètres). Le groupe conserve ce titre pendant près de dix ans.
Le jeu du batteur Keith Moon est également peu conventionnel. En tapant violemment sur ses fûts, en multipliant les breaks, ses batteries survivent rarement à un concert, et doivent souvent être arrimées au sol pour ne pas se déplacer sous ses coups. Sur la plupart des chansons des Who de la grande époque, Keith Moon semble faire un solo constant. Pour une émission de télévision, il installe dans sa batterie des explosifs qu'il fit exploser à la fin de My Generation, ce qui, selon la légende, laisse à son partenaire Pete Townshend un trouble auditif permanent. Son attitude sur scène lui vaut le surnom de « Moon the Loon » (traduction approximative : « Moon le barjot »).
Par contraste, John Entwistle développe un jeu de doigts très rapide (on le surnomme à ce titre « Thunderfingers ») et reste absolument immobile et impassible sur scène. Il ne se contente pas de doubler à l'octave le jeu du guitariste, mais sa ligne de basse totalement libre pouvait s'apparenter au jeu d'un deuxième guitariste tant il joue solo. Par ailleurs, le mur de son qu'il crée permettait de faire tenir debout tout le groupe en concert, tout l'édifice musical, lorsque Keith Moon ou Pete Townshend, ensemble ou séparément, partent littéralement « en vrille ». Il est le contre-point parfait de Pete Townshend, jouant même en lead quand le guitariste est en accords. John Entwistle a énormément fait évoluer le rôle du bassiste dans un groupe de rock. Il est aujourd'hui l'influence de beaucoup de bassistes rock et est considéré comme le plus grand bassiste de tous les temps dans son domaine. Il a par ailleurs été élu « bassiste du millénaire ».

### Formation et premières scènes

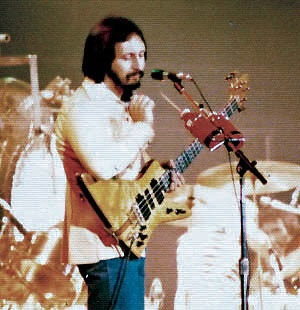
John Entwistle, en 1976.

Chacun des membres du groupe a eu un ou plusieurs groupes avant de jouer au sein des Who. Pete Townshend et John Entwistle ont d’abord joué dans The Confederates, dans The Aristocrats et The Scorpions. Roger Daltrey, quant à lui, était le guitariste des  Detours. The Who prend sa forme définitive en 1964, avec Roger Daltrey au chant, Pete Townshend à la guitare, John Entwistle à la basse et Keith Moon à la batterie. Le groupe, très orienté rhythm and blues, impressionne déjà sur scène par une très bonne maîtrise technique. Le style très personnel qu’avait Keith Moon de jouer et les moulinets de bras de Pete Townshend contribuent au succès des premiers concerts.
Dès les débuts du groupe, les concerts revêtent une importance essentielle pour le groupe : les Who jouent de manière très énergique, à un volume sonore jamais vu à l'époque, et Pete Townshend détruit systématiquement sa guitare et une partie du matériel à la fin du concert (ce qui n'est pas sans entraîner quelques problèmes d'argent). Townshend racontera par la suite que cette propension à détruire ses guitares, fut à l'origine accidentelle. Lors d'un concert du groupe, à leurs débuts dans une salle au plafond particulièrement bas, Pete Townshend à force de gesticuler, heurte le plafond et casse le manche de sa guitare. Ne sachant plus quoi faire et énervé, il brise ce qui lui reste de la guitare. Il est stupéfait de constater qu'au lieu de se moquer de sa mésaventure et de le huer, le public l'applaudit et en redemande. Chris Stamp et Kit Lambert, voyant l'effet du public, vont le pousser dès lors à rééditer un maximum de fois la performance sur scène.
Cette énergie les fera rapidement connaître en tant que groupe de scène dans une Angleterre dont les groupes rock sont encore assez « propres sur eux », du moins en apparence.

### Apogée
À la fin des années 1960, les Who livrent des prestations littéralement explosives. Les destructions d'instruments sur scènes se font très fréquentes, et Townshend s'amuse à martyriser ses guitares et les oreilles des spectateurs, notamment en jouant sur le larsen. Leur passage au Festival international de musique pop de Monterey en juin 1967, dans lequel s'est également produit Jimi Hendrix, marque les esprits (voir l’anecdote à ce sujet). On retiendra notamment une très bonne interprétation de My Generation.
Ce morceau sera également un temps fort de de leur passage au Fillmore East en 1968. D'une durée de plus de 33 minutes, sa captation occupera tout le deuxième CD de l'album Live at the Fillmore East 1968 produit chez Polydor en 2018 (13e des 15 albums Live de la Discographie des Who).
L’album Tommy, grand succès de 1969, est par la suite souvent joué sur scène dans sa quasi-intégralité, notamment au festival de Woodstock (où Townshend agressa à coups de guitare Abbie Hoffman, activiste politique qui tentait d'interrompre la performance pour prononcer un discours). L'extrait de leur prestation, diffusé dans Woodstock, 3 Days of Peace & Music, finit de les propulser au rang de superstars aux États-Unis. Les Who participent en 1969 et en 1970 au Festival de l'île de Wight, devant un parterre estimé à 600 000 personnes.
Après cette tournée mondiale de promotion de l’album Tommy, les Who rentrent en Angleterre à la fin de l’année 1969, avec le désir de commercialiser un des lives filmés de la tournée. La très grande quantité des enregistrements et donc les heures d’écoutes qui s’annoncent rebutent le groupe. Ils décident donc de brûler les enregistrements (pour éviter les bootlegs) et programment deux concerts en 1970 : l’un à l’université de Leeds le 14 février et l’autre le jour suivant à Hull (Yorkshire de l'Est), dans le but de les publier. Des problèmes techniques avec la guitare basse évincent le concert de Hull. Le live à l’Université de Leeds (Live at Leeds) paru la même année est souvent considéré comme un des meilleurs albums live de tous les temps. Le groupe y interprète des singles, des reprises, des morceaux tirés des albums et la quasi-totalité de Tommy.

### Fin des années 1970

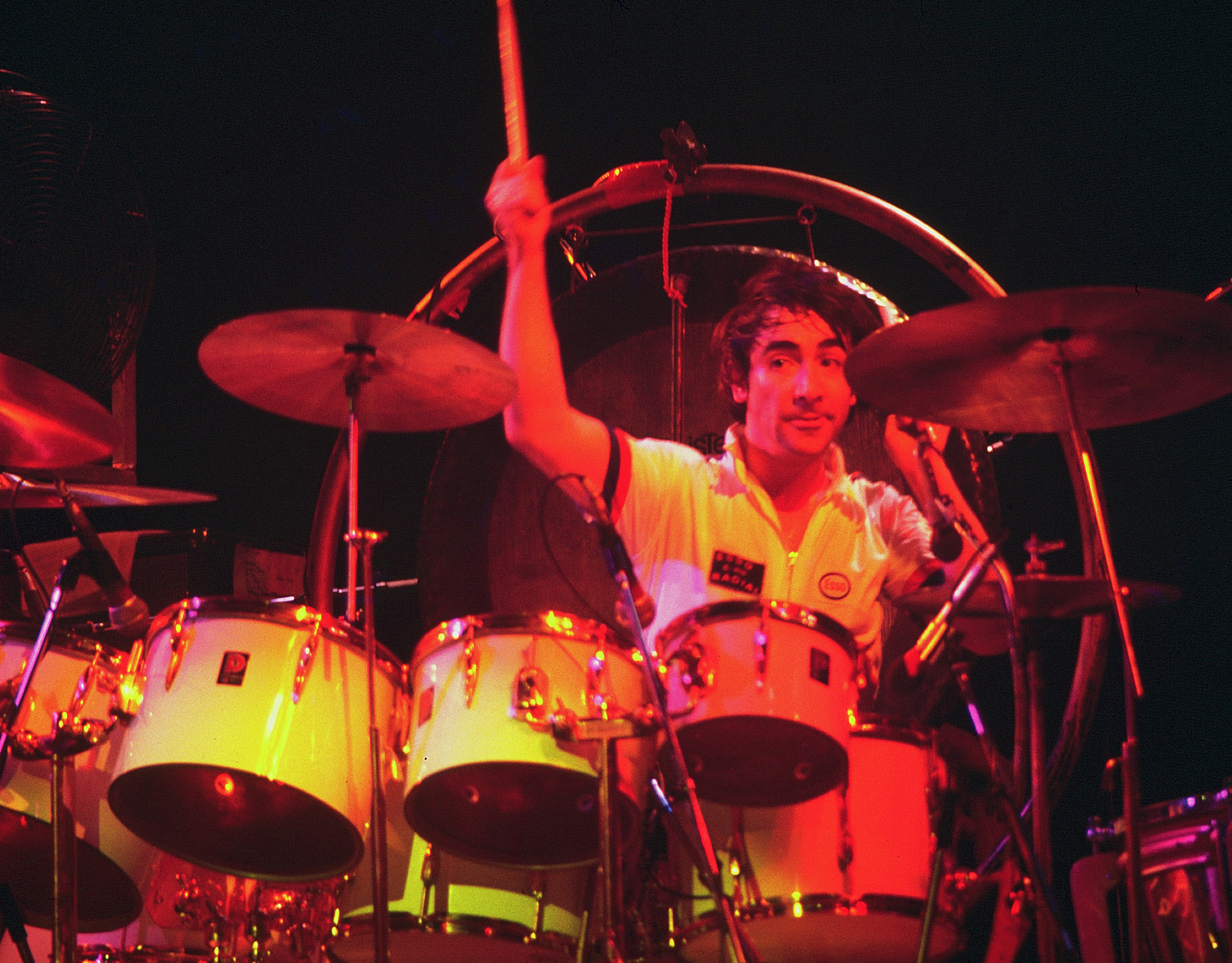
Keith Moon, en 1975.

La seconde tournée de promotion de Quadrophenia est loin de se passer aussi bien : en 1974, le groupe ne parvient pas à jouer par-dessus les bandes d'effets sonores et de sons électroniques enregistrés, qui se désynchronisent en permanence. Seule la ville de Paris entendra l'intégralité du show conçu par Pete Townshend. Furieux, ce dernier détruit tout le matériel de la tournée au cours d'un concert, et revient à un spectacle plus simple avec les extraits les moins compliqués de l'album. Une anecdote est restée célèbre : le soir d'un concert de la tournée Quadrophenia, au Cow Palace de San Francisco, le 20 novembre 1973, un fan qui parlait avec Keith Moon lui propose « une nouvelle drogue » géniale quand on en prend un demi-cachet avec un verre de cognac, ce à quoi Keith Moon répondit « Attends, tu sais qui je suis ? Je suis Keith Moon ! Je prends pas un demi-cachet, j'en prends un entier, moi ! », puis s'exécuta. Le concert a été filmé. On peut voir Keith Moon s'écrouler sur sa caisse claire en plein milieu d'un morceau : K.O. La « nouvelle drogue » était en fait un somnifère pour chevaux : Keith Moon, hors d'état de jouer, fut remplacé par un spectateur de la foule. Le batteur mit deux jours à s'en remettre, durant lesquels, transporté en chaise roulante et incapable de parler, il dut subir les sarcasmes de Pete Townshend.
Le groupe s'éloigne un peu des scènes, préférant travailler sur la version cinéma de Tommy. Brisé par la mort de Keith Moon en 1978, le groupe décide malgré tout de continuer et embarque le batteur Kenney Jones pour une tournée mondiale qui vise à prouver que les Who sont toujours vivants. Mais le sort s'acharne sur eux : le 3 décembre 1979, à Cincinnati (Ohio), une bousculade juste avant un de leurs concerts fait onze morts parmi les spectateurs. Le groupe est horrifié : Daltrey s'effondre en larmes dans les coulisses. Rien ne sera plus comme avant pour le groupe. 1982 marque la suspension du groupe, sur l’initiative de Pete Townshend. Suit une triomphale tournée d'adieu qui bat des records d'audience, mais le cœur n'y est plus depuis longtemps.

### Retour sur les routes
Les Who se reforment tout de même à de nombreuses reprises, notamment pour le Live Aid de 1985. En 1989, le vingtième anniversaire de l'opéra-rock Tommy motive une tournée événement aux États-Unis avec Simon Phillips derrière la batterie.
Six ans plus tard, c'est la réédition de Quadrophenia qui les voit tourner en Amérique et en Europe avec de nombreux invités ; Zak Starkey (fils de Ringo Starr et filleul / élève de Keith Moon) s'installe derrière la batterie. Plusieurs tournées visitent encore les pays anglophones (les Who seront d'ailleurs « victimes » en 1999 d'une célèbre escroquerie liée à Internet, la société Pixelon.com prétendant retransmettre sur les écrans du monde entier l'un de leurs concerts à Las Vegas).
Townshend dira plus tard, pour expliquer pourquoi le groupe avait repris les tournées après avoir fait ses adieux à la scène : « C'était pour aider John Entwistle à sortir de ses problèmes d'argent. Ça l'a aidé un moment. Mais je crois qu'il a presque tout dépensé en cocaïne. » Le 27 juin 2002, à la veille d'une nouvelle tournée, John Entwistle est trouvé mort dans une chambre d'hôtel de Las Vegas, victime d'une crise cardiaque. Il aurait apparemment décidé de fêter le retour de son groupe en prenant de la cocaïne, ce que n'a pas supporté son cœur déjà usé par des années d'excès. Quelques disques live émergent aussi des archives — dont le Live at the Isle of Wight Festival 1970, du festival du même nom.
Malgré la mort d'Entwistle, les Who reprennent la route en 2002 et confirment leur forme retrouvée, Roger Daltrey assumant une voix plus « rocailleuse » mais toujours puissante. Si Pete Townshend a un peu perdu de ses acrobaties scéniques, il compense en ponctuant son jeu de solos improvisés plus longs et compliqués que dans le passé. Pino Palladino remplace John Entwistle dans la quasi-totalité des concerts. Le groupe est convié, le 2 juillet 2005, au Live 8 de Londres : il y joue Who Are You et Won't Get Fooled Again, avec à la batterie Steve White (batteur de Paul Weller et frère d'Alan White, ex-membre d'Oasis) et Damon Minchella à la basse (Pino Palladino étant retenu en Amérique du Sud en tant que bassiste de Jeff Beck).
En novembre 2006, le groupe propose à Zak Starkey de devenir membre à part entière du groupe, mais celui-ci décline l'invitation (le batteur joue également avec le groupe Oasis sans en être véritablement membre entre 2005 et 2009).
Depuis sa dernière reformation en 2002, le groupe continue de se produire en tournées internationales (notamment en Amérique du Nord). Un concert à Bercy (Paris) a lieu le 6 juin 2007. Sylvain Siclier, dans son compte-rendu du concert paru dans le journal Le Monde, écrit : « Il n'y a pas si longtemps, le groupe était qualifié de « dinosaure du rock ». À Bercy, il avait fière allure. »
Le 7 février 2010, ils animent le spectacle de mi-temps du Super Bowl XLIV à Miami. En avril, Pete Towshend annonce sur son blog qu'il écrit un nouvel opéra-rock nommé Floss, prévu pour 2011. Le 12 août 2012, le groupe termine la cérémonie de clôture des Jeux olympiques de Londres par une reprise de leurs plus célèbres tubes. Une tournée mondiale, Quadrophenia and More Tour, débute en novembre 2012, prévue pour durer jusqu’au 8 juillet 2013, avec un concert au POPB de Paris, le 3 juillet. Sous la direction musicale de Frank Simes aux claviers, plusieurs musiciens accompagnent les deux membres originaux restants, notamment Zak Starkey, le fils de Ringo Starr, à la batterie, Simon, le plus jeune frère de Pete Townshend, aux guitares et à la mandoline, et Pino Palladino à la basse.
Les Who préparent un nouvel album en 2014. Le chanteur Roger Daltrey déclare au magazine NME que lui et le guitariste Pete Townshend — les deux seuls membres survivants de la formation originale du groupe — seront à nouveau réunis en studio en 2014 pour travailler sur de nouveaux morceaux. « Pete a des centaines de chansons. Donc, la seule question est de savoir si nous allons en tirer quelque chose, mais il veut faire un album, et je suis toujours prêt et impatient d'y aller. Nous verrons. Je ne sais jamais ce que je ferais plus tard, ça dépend de ce qui arrivera dans ma boîte aux lettres demain, mais je ne vois pas pourquoi nous ne le ferions pas. Ma voix est encore en bonne forme. L'audition n'est pas si grande, mais la voix va bien ».

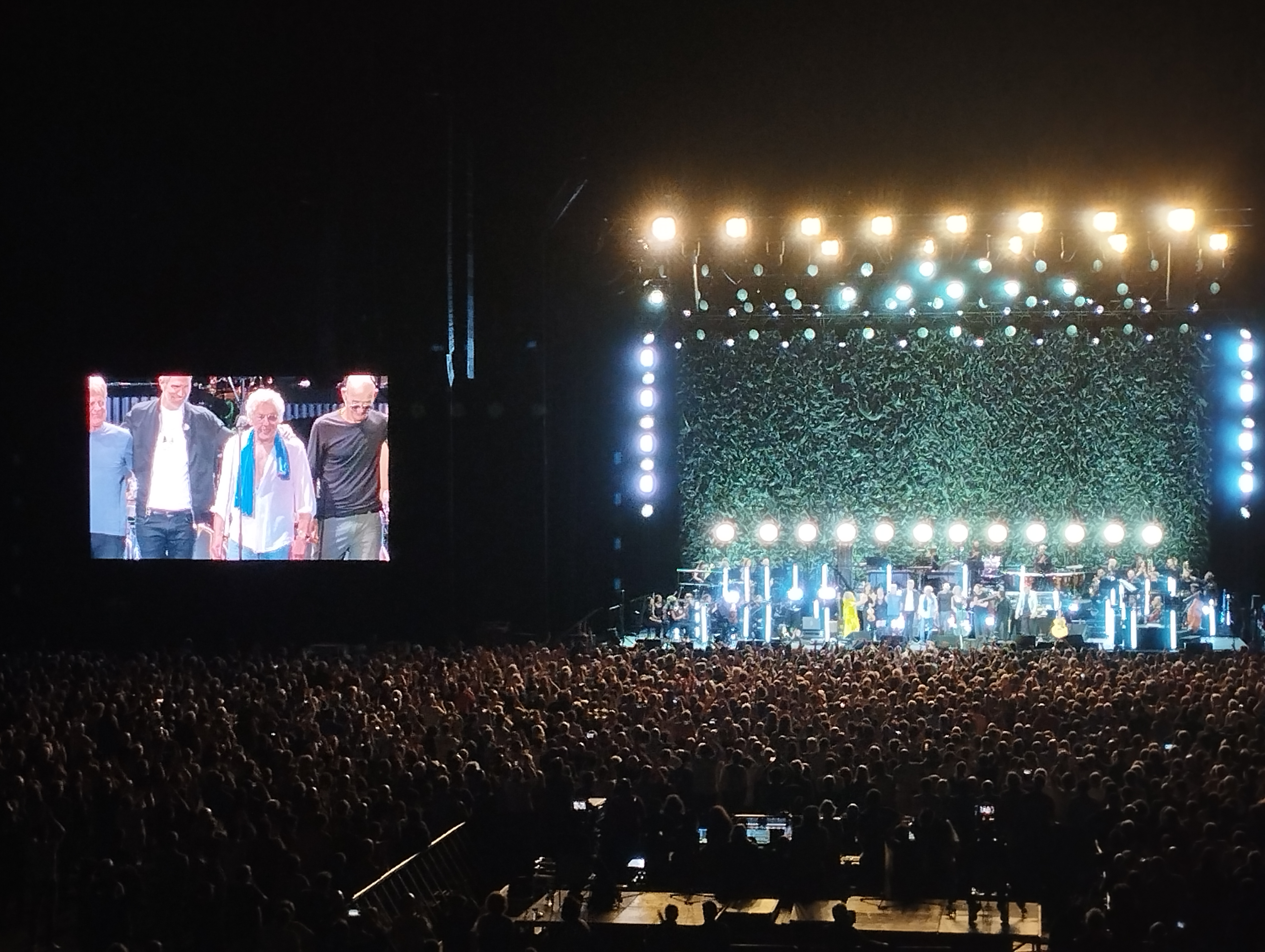
The Who en concert à Paris La Défense Arena en juin 2023.

Le guitariste Pete Townshend confirme par la suite la nouvelle d'une tournée, qui sera par ailleurs mondiale selon ses dires, et laisse même échapper la possibilité d'un nouvel album pour The Who, si les astres sont alignés. « Je ne suis pas fou des tournées, mais je suis en bonne forme, et une fois que je la commencerai, et je suis encore très bon pour ça, j'en retirerai du plaisir. J'essaie aussi de regarder à travers mes 20 000 heures de musique complète et désorganisée pour trouver des chansons potentielles. Je vais prendre des chansons du projet Floss, et je vais donner ça à Roger (Daltrey) pour voir si on a assez pour faire un album. Je souhaite qu'il y ait un disque », a expliqué Pete Townshend.
La nouvelle tournée mondiale de The Who pour célébrer les cinquante ans de sa formation a été entamée fin 2014 au Royaume-Uni et s'est poursuivie jusqu'en 2016. Le groupe s'est produit en Amérique du Nord, en Europe et a également joué à Abu Dhabi.

### Dernières tournées
En mai 2019, The Who entame une première série de concerts aux États-Unis, Who Hits Back, qui reprend à partir de septembre 2019, après un passage à Wembley en juillet. En décembre 2022, le groupe annonce une prolongation européenne de cette tournée pour 2023, qui passe notamment par Paris La Défense Arena à Nanterre le 23 juin.
En mars 2025, les Who effectuent une série de concerts au Royal Albert Hall. Mais lors du concert du 30 mars, l'interprétation de la chanson The Song Is Over, que le groupe joue pour la première fois de sa carrière en concert, tourne au désastre : Robert Daltrey fait part de sa frustration au public qu'il a des difficulté de suivre la mélodie de la chanson à cause du jeu de batterie trop fort de Zak Starkey. À cette occasion, le chanteur révèle connaître une perte progressive d'audition et de vue. Conséquence de cet incident, le groupe congédie son batteur au cours des semaines suivantes, malgré les liens forts avec le groupe.
Le 8 mai 2025, le groupe annonce que leur prochaine tournée nord-américaine serait également la dernière de leur carrière, tout en n'excluant pas l'éventualité d'une prolongation européenne.

## Postérité

### Influence
The Who furent l'un des groupes de rock les plus populaires et les plus influents de leur époque. Emblématique de la démarche des musiciens britanniques des années 1960, le groupe illustre comment, en partant du rock 'n' roll et du rhythm and blues américains, ils ont progressivement créé un genre musical qui leur est propre, et dont l'influence s'est étendue au monde entier. Bien qu'aujourd'hui le nom des Who soit moins familier pour le grand public que celui des Beatles ou des Rolling Stones, ils ont laissé une empreinte indélébile et de nombreuses chansons sont encore souvent reprises.
Le style musical des Who est précurseur du hard rock, à l'instar de groupes comme Led Zeppelin (les deux groupes s'entendaient très bien et il est très facile d'établir un parallèle entre leurs histoires — c'est d'ailleurs Keith Moon qui a trouvé le nom Le[a]d Zeppelin = Zeppelin en plomb), Deep Purple. Mais en même temps, durant toutes les années 1960, les Who ont conservé certains codes du pop-rock dominant à cette époque en garnissant leurs chansons de chœurs sophistiqués mettant en valeur les voix de tête et portant l'influence des Beatles ou des Beach Boys : le contraste entre les vocaux très travaillés et la violence du support instrumental est ce qui a défini le son des Who, de I Can't Explain jusqu'à  We're Not Gonna Take It (le final de Tommy).
Surnommés « The Godfathers of Punk » (« les Parrains du punk »), dans de nombreuses biographies comme dans le film de Spike Lee Summer of Sam, le groupe est connu pour être une des sources du mouvement punk, notamment pour son agressivité sur scène, son arrogance et sa violence. Mais après des albums très énervés pour l'époque, les Who ont signé plusieurs opéras-rock non dépourvus de tendances progressives, qui seront à la fin des années 1970 le symbole même de ce que ces mêmes punks voudront détruire.
Le groupe est aussi parmi les précurseurs de l'usage du synthétiseur dans le rock avec l'album Who's Next, basé en grande part sur cet instrument. Cette volonté permanente de faire progresser leur musique, aussi bien dans l'esprit que dans la technique — on peut par exemple mentionner Doctor, Doctor ou une version single de Mary-Anne with the Shaky Hand qui est chantée dans un vibrato, ou même l'utilisation répétée du cor d'harmonie par John Entwistle — explique pour beaucoup l'influence que les Who continuent d'avoir de nos jours sur l'ensemble de la scène rock.
Et comme chez The Who, rien ne se perd, la base de la chanson Rael 1 and 2 de l'album The Who Sell Out a été recyclée pour la pièce instrumentale Underture pour l'opéra-rock Tommy.
The Who faisaient par ailleurs partie des groupes les plus spectaculaires de leur temps sur scène, et ont contribué à redéfinir le principe du concert de rock. Cette débauche d'énergie et de puissance sonore — les Who ont longtemps été le groupe le plus bruyant du monde, toutes catégories confondues — contraste avec les thèmes profonds abordés par le groupe.
Cette volonté de mettre l'expérimentation, aussi bien sonore que littéraire, à la portée du plus grand nombre, mais sans pour autant faire de concession, est sans doute l'un des points qui réunissent quelques-uns des plus grands artistes rock de cette époque, tels que les Beatles ou Bob Dylan. Une volonté qui a permis au rock 'n' roll de cette époque de devenir le mouvement musical le plus influent du XXe siècle, aussi bien sur le plan artistique que social ou politique.

### Reprises
On retrouve de nombreux groupes, pour la plupart britanniques et américains, mimant la musique et le style des Who. Dans ces cover bands, les plus notoires sont The Wholigans, Who's Next USA, BARGAIN, The Relay et The OHM aux États-Unis et Who's Next UK, Who's Who UK et The Whodlums au Royaume-Uni ainsi qu'Odd's and sod's au Québec.
En 2004, la version française de My Generation du groupe musical canadien Chapeaumelon est utilisée dans le générique d'ouverture du film américain Eurotrip.
En 2005, la chanteuse et violoniste américaine Petra Haden enregistra, avec les choristes des The Sellouts, une reprise de l'album des Who The Who Sell Out intitulé Petra Haden Sings: The Who Sell Out. Pete Townshend en a fait l'éloge à sa sortie.
Dans le film d'animation japonais Silent Voice, le morceau My Generation est utilisé lors de la scène d'ouverture.

### Médias
- Un épisode de la série animée Les Simpson, La bataille des deux Springfield (2001), a été consacré aux Who. Homer Simpson a séparé la ville de Springfield en deux parties. Il fait venir le groupe à Springfield pour un concert. Roger Daltrey n'accepte de jouer que si Homer détruit le mur qui sépare la ville. Ce dernier refuse. Finalement, Pete Townshend se charge de détruire ce mur en jouant Won't Get Fooled Again à pleine puissance… Dans la version originale de cet épisode, Pete Townshend est interprété par son jeune frère, Paul Townshend, Pete ayant refusé de prendre part au jeu des voix[280].
- Les épisodes de la série That ’70s Show sont nommés par des titres de chansons de groupes de rock des années 1970. À partir de la cinquième saison, les épisodes d'une même saison sont nommés par des titres issus d'un seul et même groupe : Led Zeppelin pour la cinquième saison, The Who pour la sixième, les Rolling Stones pour la septième et Queen pour la huitième.
- Les Who sont passés à l'émission américaine Smothers Brothers Comedy Hour. Ils y jouèrent My Generation. Durant l'émission, tout semble préprogrammé, jusqu'à la destruction de la guitare de Pete, et même l'explosion de la batterie de Keith Moon. Cette dernière était une initiative du batteur, qui aurait, selon la légende, rendu Pete Townshend malentendant[281].
- Certaines chansons des Who servent de génériques aux séries télévisées Les Experts et dérivées :
  - Les Experts avec Who Are You
  - Les Experts : Miami avec Won't Get Fooled Again
  - Les Experts : Manhattan avec Baba O'Riley
  - Les Experts : Cyber avec I Can See for Miles
- Behind Blue Eyes clôt l'épisode Dans les bois, dernier épisode de la troisième saison de Cold Case. On la retrouve également dans l'épisode 18 de la saison 4 de Buffy contre les vampires interprétée par Anthony Stewart Head (Rupert Giles). (Le doublage français étant interprété par Michael Jones)
- On retrouve en outre des chansons des Who dans de nombreux films, parmi lesquels on peut citer Rushmore, Summer of Sam, American Beauty, etc.
- Dans le film Rock academy, en cours des extraits de concerts des Who sont diffusés.
- Dans le film Tenacious D in The Pick of Destiny, Kyle montre à JB ce qu'est un « power slide » (glissade sur les genoux) grâce à un concert des Who.
- Dans la série télévisée Dr House, Gregory House (incarné par Hugh Laurie) mime la chanson Baba O'Riley vers la fin de l'épisode 14 de la saison 1 : Changement de direction (Control en anglais)
- Dans Grand Theft Auto: San Andreas, Eminence Front peut être entendu en écoutant K-DST.
- Dans Grand Theft Auto IV, The Seeker peut être entendue en écoutant Liberty Rock Radio.
- Dans Guitar Hero III : Legends of Rock, on peut jouer le titre The Seeker.
- Dans Rock Band, on peut jouer le titre Won't Get Fooled Again et en télécharger de nombreuses autres.
- Dans le film Good Morning England, trois morceaux peuvent être entendus : My Generation, I Can See For Miles, Won't Get Fooled Again
- Dans Glee, la chanson Pinball Wizard a été reprise dans l'épisode 21 de la troisième saison.
- Dans le film Percy Jackson : Le Voleur de foudre, quand Percy se retrouve dans le casino Lotus, il se retrouve à parler à un garçon aux cheveux blonds qui se croit encore en 1971. Le garçon porte alors un t-shirt du groupe.
- Eminent Front peut être entendu à la radio dans le jeu vidéo Sleeping Dogs.
- Dans le film Infiltrator (2016), Eminent Front est utilisé à deux reprises.

## Animations du Super Bowl XLIV
Lors de la 44e finale annuelle de la ligue nationale de football américain, le match s'est disputé le 7 février 2010 au Sun Life Stadium de Miami Gardens (Floride), remporté par les Saints de la Nouvelle-Orléans qui ont battu les Colts d'Indianapolis 31-17. The Who ont assuré le show de la mi temps.

## Membres

### Membres actuels
- Roger Daltrey : chant, chœurs, harmonica, guitare (depuis 1964)
- Pete Townshend : guitare, claviers, chant, chœurs (depuis 1964)

### Anciens membres
- John Entwistle (†) : basse, cuivres, claviers, chant, chœurs (1964-2002), mort le 27 juin 2002
- Keith Moon (†) : batterie, percussions, chant, chœurs (1964-1978), mort le 7 septembre 1978
- Kenney Jones : batterie, percussions (1979-1988)

### Musiciens de scène
- John « Rabbit » Bundrick : claviers (1979-1981, 1985-2012)
- Zak Starkey : batterie, percussions (depuis 1996)
- Simon Townshend : guitare, chœurs (1996-1997, depuis 2002)
- Pino Palladino : basse (depuis 2002)
- Chris Stainton : claviers (depuis 2012)

## Discographie
- 1965 : My Generation
- 1966 : A Quick One
- 1967 : The Who Sell Out
- 1969 : Tommy
- 1971 : Who's Next
- 1973 : Quadrophenia
- 1975 : The Who by Numbers
- 1978 : Who Are You
- 1981 : Face Dances
- 1982 : It's Hard
- 2006 : Endless Wire
- 2019 : Who

## Éloges, hommages et récompenses

### Éloges
David Bowie : « L'œuvre des Who est devenue un modèle capital pour beaucoup d'entre nous. L'usage intelligent et raisonné de ce qu'on appelle l'« art-theory », activement introduit dans la musique rock, a tout simplement été l'une des contributions les plus phénoménalement importantes de Peter [Peter Townshend] au nouveau « langage » du rock. Les beaux pantalons également! »
Bono, de U2 : « Plus encore que n'importe quel autre groupe, The Who est notre modèle. »

### Hommages internationaux
- 1988 : The Who reçoit un Lifetime Achievement Award de la British Phonographic Industry[285].
- 1990 : The Who est introduit dans le Rock and Roll Hall of Fame[286].
- 2004 : Le magazine Rolling Stone place The Who à la vingt-neuvième place de leur classement des « 100 plus grands artistes de tous les temps »[287].
- 2005 : The Who entre dans le UK Music Hall of Fame[288].

### Récompenses
- 1984 : Pete Townshend reçoit un Brit Award pour « récompense pour le travail accompli ».
- 1988 : The Who reçoit un Brit Award pour « contribution exceptionnelle à la musique britannique ».
- 2001 : The Who est récompensé d'un Grammy Award pour Lifetime Achievement par la Recording Academy[289].